# Strój wilamowski

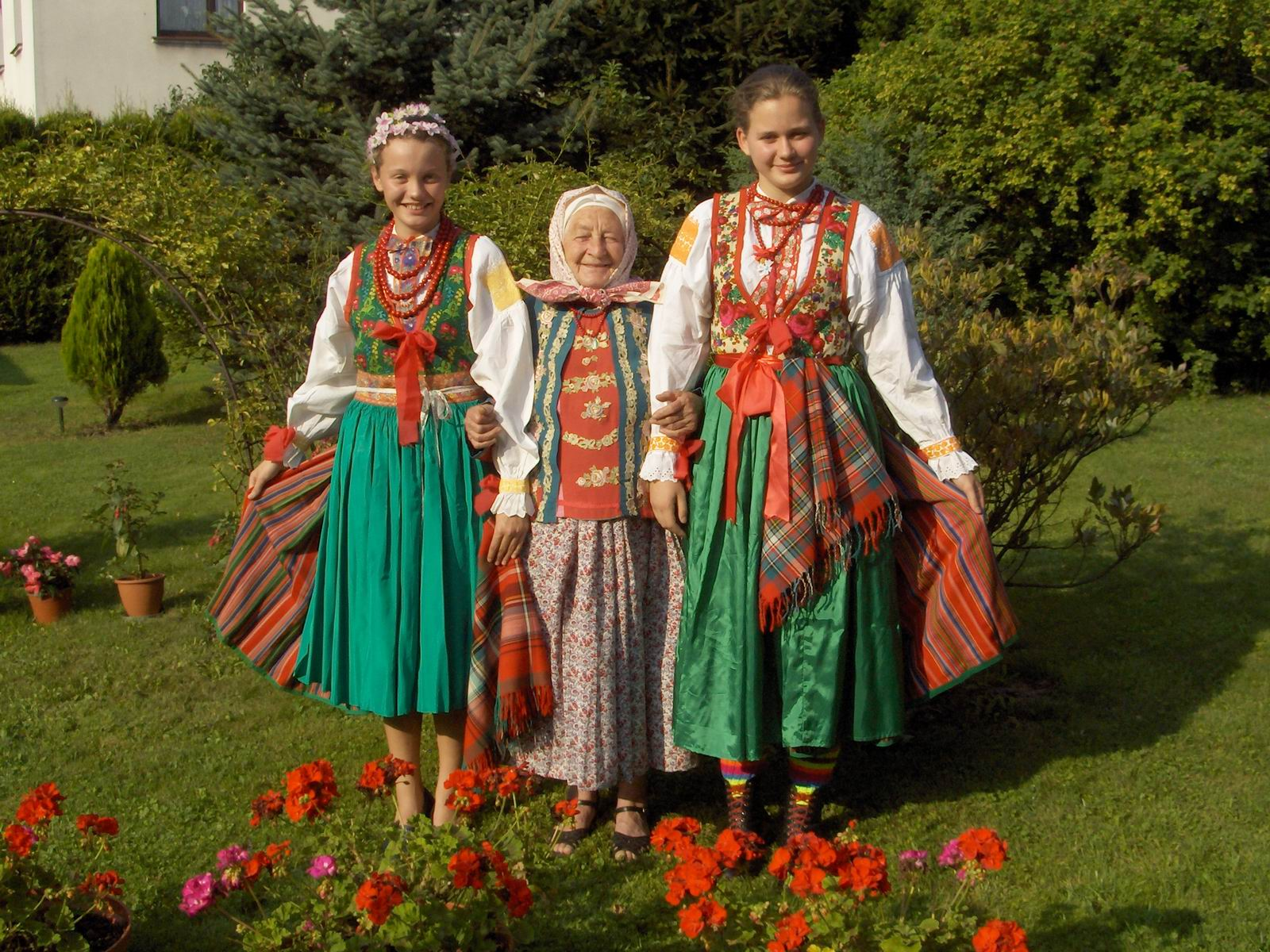
Różne postaci stroju wilamowskiego: współczesny strój zespołowy (po bokach) i przedwojenny strój odświętny starszej kobiety (w środku)

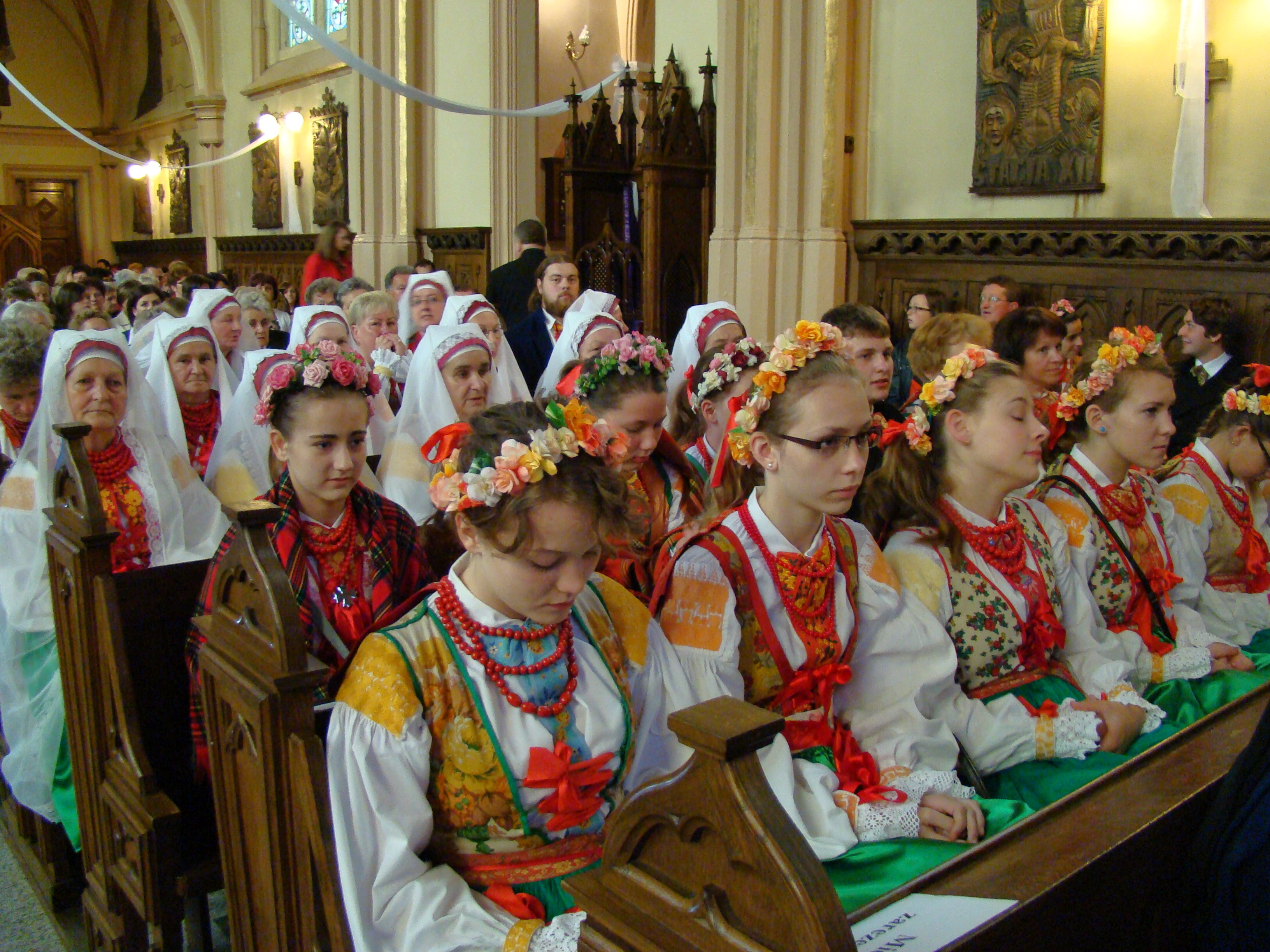
Panny (z przodu) i mężatki (w głębi) podczas nabożeństwa z okazji Bożego Ciała w najbardziej odświętnej wersji stroju

Strój wilamowski – strój ludowy noszony w miasteczku Wilamowice. Obok języka wilamowskiego stanowi najważniejszy wyróżnik odrębności kulturowej i tożsamości Wilamowian. Jego tradycyjne kanony ukształtowane zostały na przełomie XIX i XX wieku. Współcześnie używany jest przez członków zespołów pieśni i tańca „Wilamowice” oraz „Cepelia Fil Wilamowice” jako kostium sceniczny, a także przez szerszą grupę osób jako uroczysty ubiór na wybrane uroczystości kościelne i inne ważne okazje.

## Historia

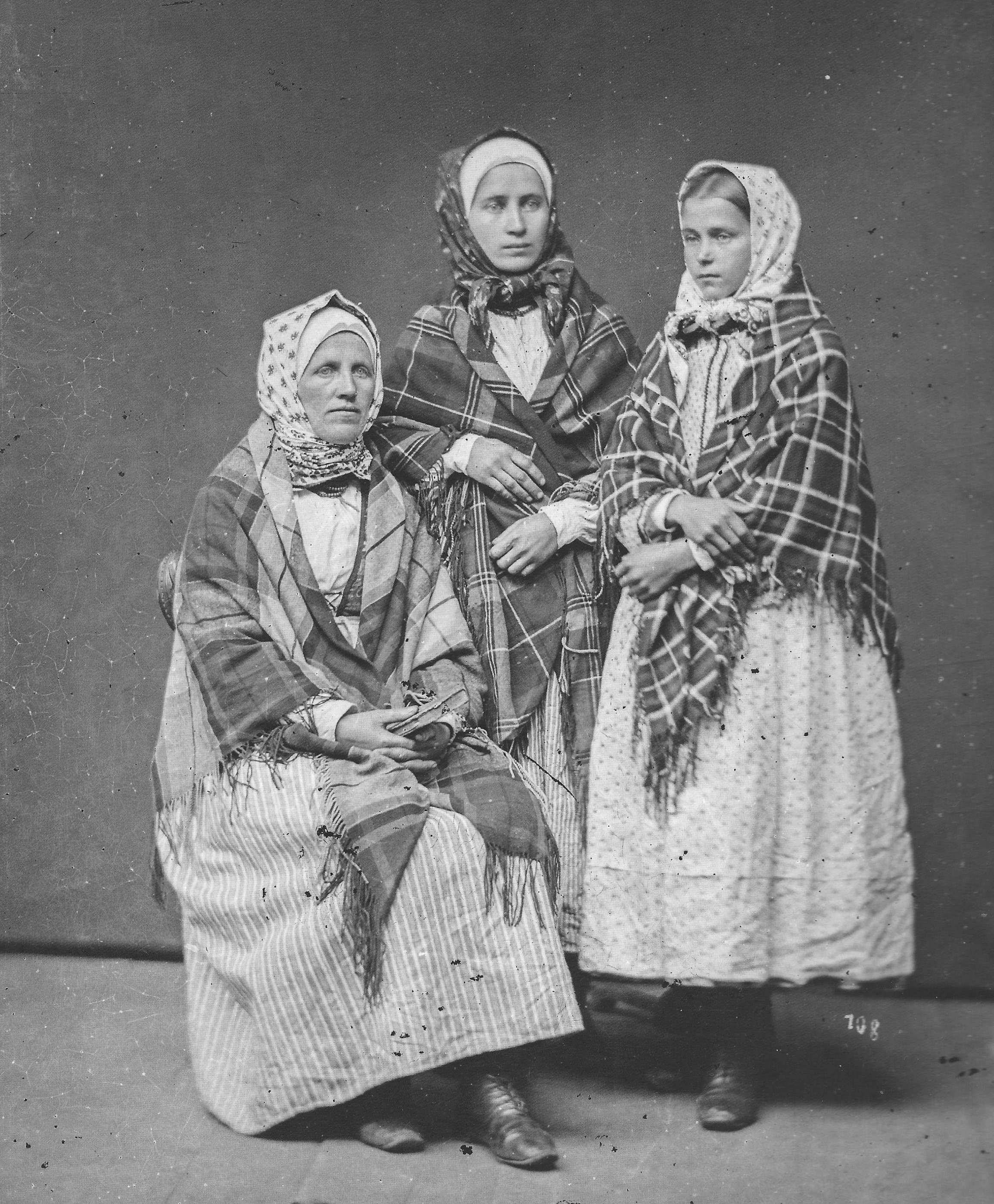
Najstarsze znane zdjęcie kobiet w stroju wilamowskim (około 1865)

Najstarsze znane zdjęcia kobiet (panny, młodej mężatki i starszej kobiety) w stroju wilamowskim pochodzą z około 1865. Ubiór ten różni się wyraźnie od późniejszych kanonów, ukształtowanych w dużej mierze dopiero pod koniec XIX wieku. Przed 1945 najobszerniej zostały one opisane przez Herthę Karasek-Strzygowski i Waltera Kuhna. Zarówno ich prace, jak i powojenne teksty polskich autorów nacechowane są ideologicznie w zakresie przypisywania strojowi wilamowskiemu cech odpowiednio niemieckich lub polskich. Według współczesnej badaczki Elżbiety Filip trudno mówić o ludowości stroju wilamowskiego w tradycyjnym znaczeniu tego słowa, ponieważ powszechnie stosowano w nim materiały produkcji fabrycznej. Do 1918 były one sprowadzane przede wszystkim z Wiednia, dokąd wielu mieszkańców Wilamowic podróżowało jako handlarze. Pierwsze dekady XX wieku to okres największej świetności stroju kobiecego (męski zanikł na wczesnym etapie), gdy rozwinęły się skomplikowane i stosunkowo sztywne zasady kompletowania zestawów na różne okazje.
W okresie bezpośrednio po II wojnie światowej strój wilamowski, jako jeden z wyróżników odrębności Wilamowian postrzeganych przez wielu jako „folksdojcze”, stał się przedmiotem ataków. Wiele kobiet padło ofiarami przemocy, było przymusowo „rozbieranych”. Komplety strojów rabowano i niszczono, przy czym sprawcami byli często polscy sąsiedzi Wilamowian lub mieszkańcy okolicznych miejscowości. Podobnie jak w przypadku języka wilamowskiego, wprowadzono też formalny zakaz noszenia stroju, który został zniesiony w 1950. Argumentacją, która pomogła w ponownym zaakceptowaniu stroju jako lokalnego wyróżnika, był propagowany w tym czasie mit o flamandzkich korzeniach Wilamowian. Przykładem popularnej w PRL retoryki, z jednej strony egzotyzującej pochodzenie społeczności, a z drugiej podkreślającej jej związki z Polską, jest wypowiedź radiowa z 1969 o stroju jako „mieszance flamandzko-szkocko-ukraińsko-tureckiej gruntownie przetopionej w tyglu polskości”.

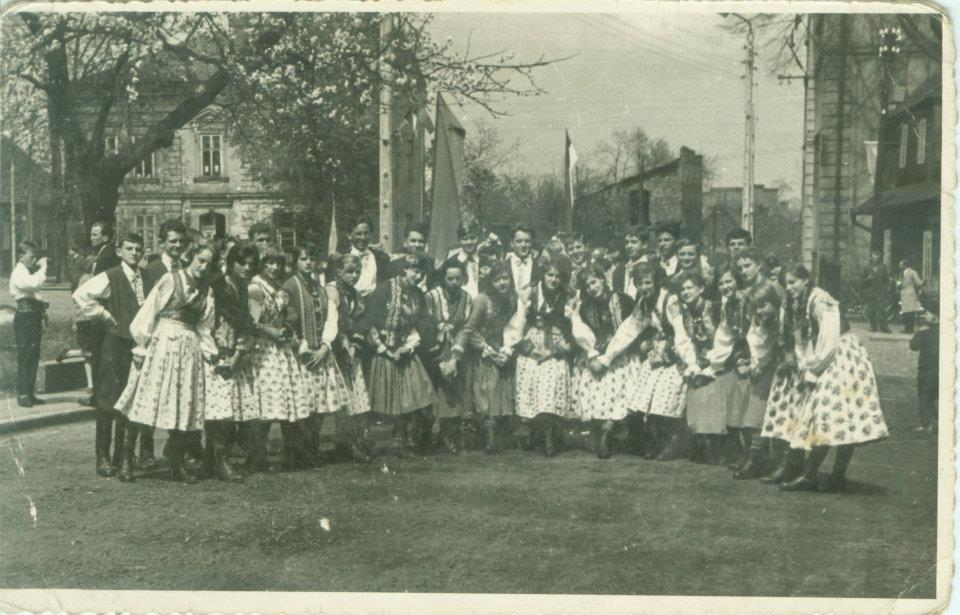
Regionalny Zespół Pieśni i Tańca „Wilamowice” na rynku w Wilamowicach (lata 50. XX wieku)

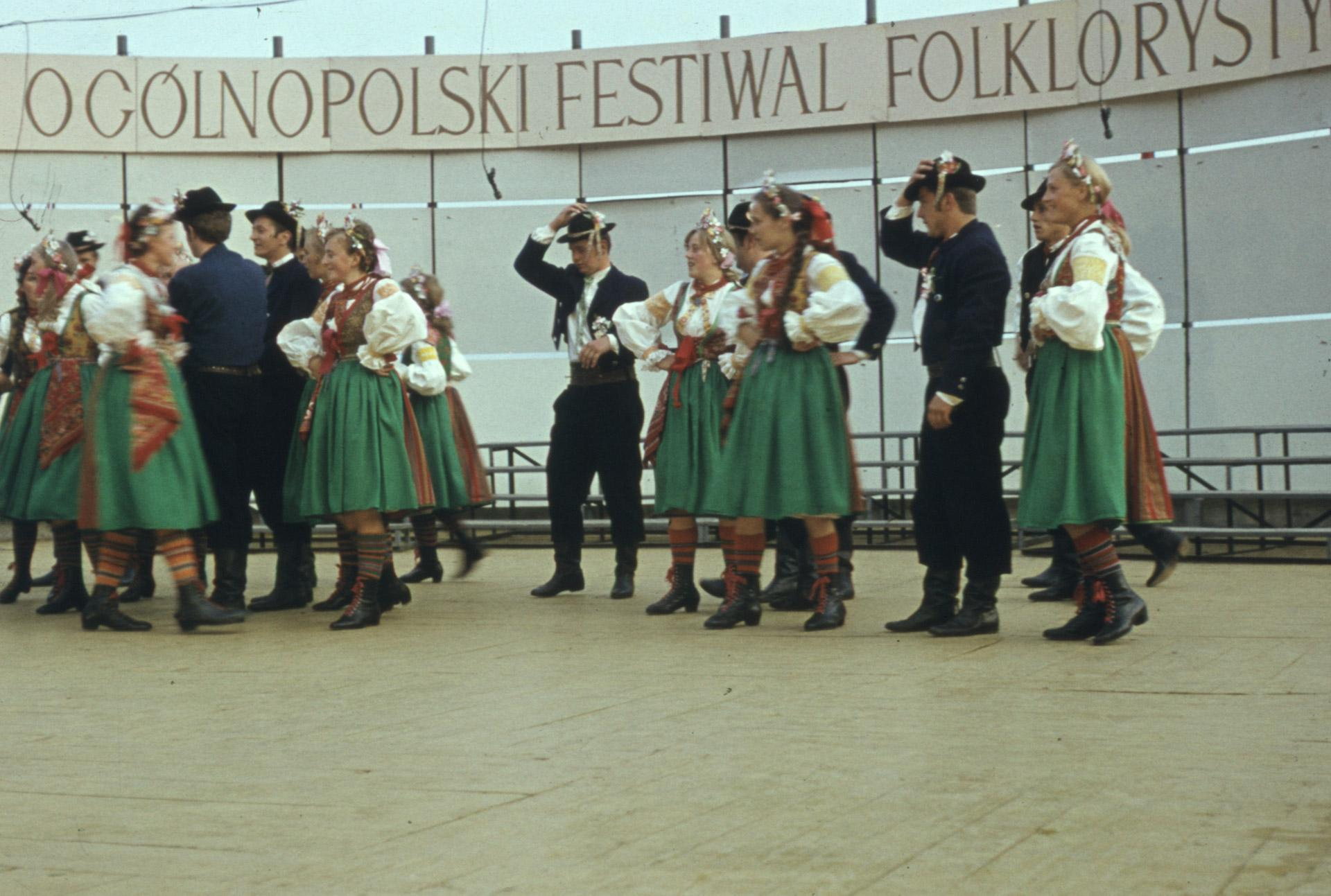
Regionalny Zespół Pieśni i Tańca „Wilamowice” na występie podczas V Ogólnopolskiego Festiwalu Folklorystycznego 1971

W okresie PRL strój zmienił swoją funkcję. Stał się przede wszystkim kostiumem scenicznym założonego w 1948 Regionalnego Zespołu Pieśni i Tańca „Wilamowice” i od 1987 również młodzieżowego „Cepelia Fil Wilamowice”, przestał natomiast być ubiorem codziennym mieszkanek miasteczka. Najmłodszymi kobietami chodzącymi na co dzień w stroju wilamowskim były urodzona w 1916 Elżbieta Balcarczyk i urodzona w 1917 Zofia Danek. Obie zmieniły sposób ubierania się (nazywano to „przebraniem się”) pod koniec lat 60. XX wieku. Spośród przedstawicielek pokolenia urodzonego przed I wojną światową, większość chodziła po wilamowsku do śmierci (przy czym zasady kompletowania strojów uległy wobec słabszej dostępności poszczególnych elementów znacznemu rozluźnieniu). Ostatnią taką osobą była Aniela Fox żyjąca w latach 1909–2002. Młodsze kobiety czasami tylko jako element ubioru codziennego wykorzystywały niektóre elementy stroju, np. chustki na głowę przerobione z tradycyjnych odziewaczek. Poza występami zespołu regionalnego strój noszono na niektóre specjalne okazje, ale i ta tradycja stopniowo zanikała. Ostatni ślub z panną młodą ubraną po wilamowsku odbył się w 1954, ostatnie chrzciny z matką chrzestną w stroju – w 1976. Praktycznie nieprzerwany (z wyjątkiem roku 1998) został natomiast zwyczaj noszenia stroju podczas uroczystości kościelnych, na przykład procesji bożocielnych. Działalność zespołów wymusiła stworzenie na nowo stroju męskiego, o którego XIX-wiecznej postaci zachowały się nieliczne wzmianki, a przez badaczy z pierwszej połowy XX wieku określany jest jako już nieistniejący. Jego współczesny wygląd opiera się na projekcie Jadwigi Bilczewskiej-Staneckiej, założycielki zespołu „Wilamowice”.

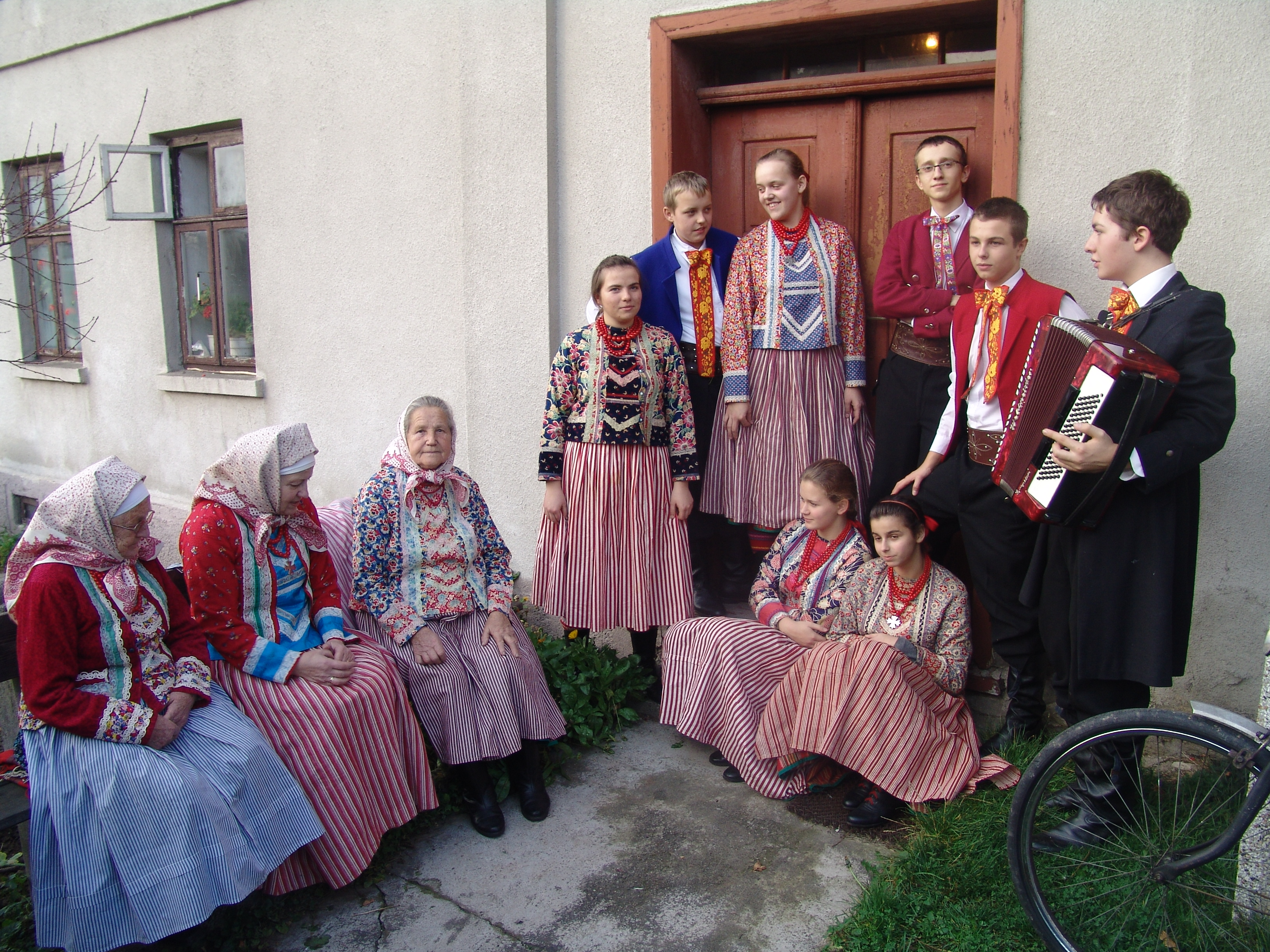
Starsze i młodsze pokolenia Wilamowian w tradycyjnych strojach podczas „pierzowca” (2008). Z akordeonem Tymoteusz Król, druga od prawej Justyna Majerska.

Swoisty renesans stroju nastąpił w XXI wieku, wiążąc się z szerszym fenomenem rewitalizacji kultury wilamowskiej skupionym wokół istniejącego od 2000 Stowarzyszenia Na Rzecz Zachowania Dziedzictwa Kulturowego Miasta Wilamowice „Wilamowianie” i aktywistów takich jak Tymoteusz Król czy Justyna Majerska-Sznajder. Przestał on być wyłącznie kostiumem scenicznym zespołów pieśni i tańca, ale ponownie stał się też ubiorem świątecznym na takie okazje, jak Boże Ciało, rezurekcja, nabożeństwa fatimskie 13 maja i 13 października, odpusty parafialne, wizytacje wyższych hierarchów kościelnych itp. W 2016 po raz pierwszy po sześćdziesięciu dwóch latach odbył się ślub, gdzie nowożeńcy i liczni goście ubrani byli w stroje wilamowskie. Noszenie się po wilamowsku pełni różne znaczenie tożsamościowe – dla jednych jest wyrazem tożsamości lokalnej, dla innych to element narodowy odróżniający Wilamowian od innych grup, w tym Polaków. Fenomenem nieznanym w dawniejszych czasach jest pojawienie się od lat 80. XX wieku stroju dziecięcego. Twórczej ewolucji podlega strój męski, czego przykładem może być ponowne spopularyzowanie od 2008 długich czarnych płaszczy zwanych ibercijer po tym, jak odnaleziono i odrestaurowano jeden z nielicznych zachowanych przedwojennych egzemplarzy. Także w przypadku stroju kobiecego zachodzą innowacje, które nierzadko bywają przedmiotem krytyki i żywych międzypokoleniowych dyskusji.

## Strój kobiecy

### Elementy stroju

#### Bielizna
Podstawowym elementem bielizny była według opisów z I połowy XX wieku stroju zwyczajna koszula z białego płótna (hemb) z krótkimi rękawami i zapinana na guziki (od początku XX wieku, wcześniej istniała z zapięciem na haftkę), do której u dołu doszywano pas materiału (grubszego płótna) nazywany ciasnochą. Prawdopodobnie jeszcze wcześniej ciasnocha była całkowicie samodzielnym elementem stroju. Od lat 30. XX wieku coraz popularniejsze stawało się noszenie majtek, które w ciągu trzech dekad całkowicie wyparły ciasnochy w dawnej formie. Zamiast tego zaczęto przedłużać koszule, a samo znaczenie wyrazu ciasnocha wiele Wilamowianek przeniosło właśnie na spodnie koszule jako takie. Końcówki rękawów i kołnierzyki koszul były i są obszywane koronkami oraz tasiemkami.
Koszulę wierzchnią nazywa się jypła. Jest to biała koszula z długimi rękawami ozdobionymi haftowanymi wzorami. Dawne jypły nie miały guzików, a hafty musiały być obowiązkowo w kolorze żółtym i składały się z trzech rzędów o ściśle ustalonym wzorze. Współcześnie używane koszule wierzchnie zmieniły swoją formę: posiadają guziki, a hafty uległy znacznemu uproszczeniu i często wykonywane są w kolorze pomarańczowym, a nie żółtym.
Kolejnym elementem bielizny jest halka zwana podłuczka (podłüćka). Dawniej składała się ze stanika i doszytej do niego spódnicy, obecne szyte są bez stanika, na gumce. Według opisów z I połowy XX wieku kobiety nosiły trzy halki: dwie białe i jedną czerwoną (wykonaną z flaneli lub kretonu), a dopiero na nie zakładały właściwą spódnicę. Współcześnie nosi się tylko halki białe.

#### Spódnica

Spódnica niebieska przykryta od przodu fartuchem zielonym jako element stroju na Boże Ciało (narodowego)

Spódnica (rök) wilamowska z I połowy XX wieku szyta była z materiału o szerokości 3–4 m, który u góry zszywano w wąskie fałdy na pasie o długości około 80 cm. Przednia część, zakrywana fartuchem, robiona była z gorszej jakości materiału. Spódnice dzieliły się na kilka rodzajów.
Za najbardziej odświętne uważano spódnicę niebieską (błöwerök) i spódnicę czerwoną (ruterök). Obie szyte były z jedwabiu lub tafty i przyozdabiane złotym galonem (w niebieskiej spódnicy naszywanym na dodatkowy pas materiału, w czerwonej – często bezpośrednio na spódnicę). Rodzaj i szerokość galonu zależały od zamożności danej kobiety, najczęściej była to koronka klockowa. Dół spódnicy niebieskiej obszywano około jednocentymetrowym pasem z czerwonej tkaniny jedwabnej lub wełnianej, dół spódnicy czerwonej z kolei paskiem sukna w kolorze zielonym.

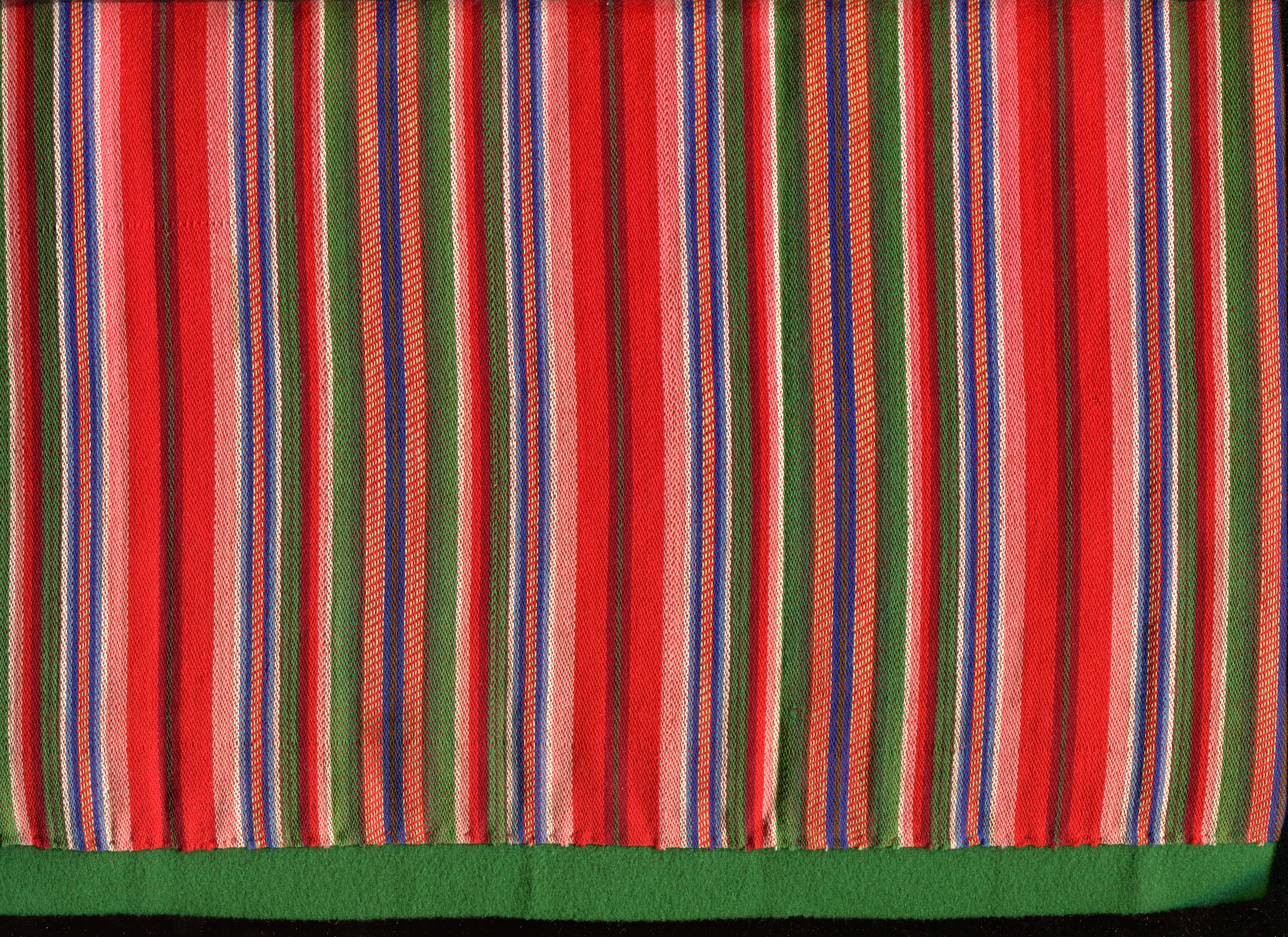
Wzór spódnicy pasiastej z czarnymi paskami

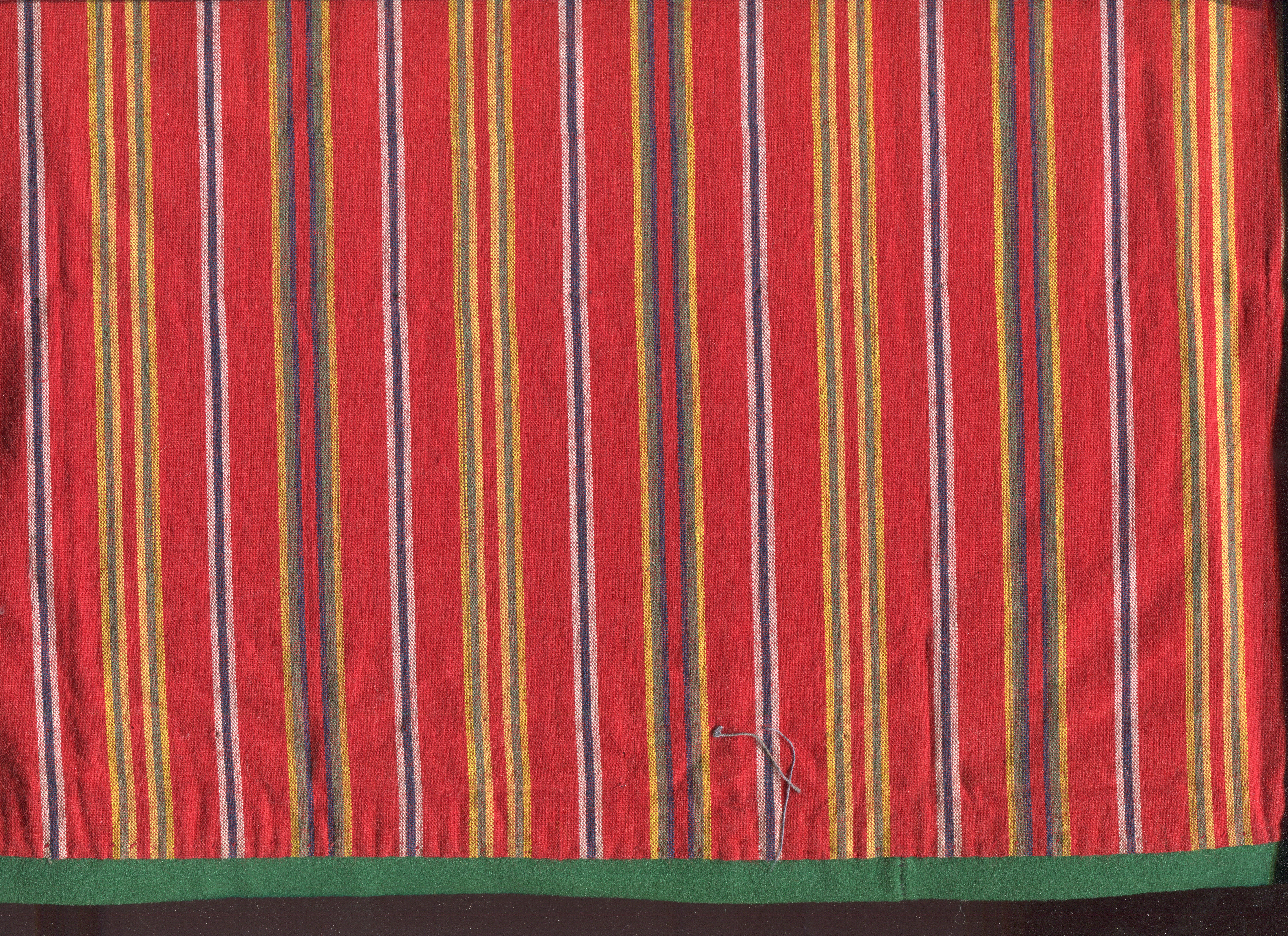
Wzór spódnicy pasiastej pszczyńskiej

Trzecim rodzajem była spódnica pasiasta (śtrimikjerök) wykonywana z tkaniny o czerwonym, najczęściej wełnianym wątku, a na dole obszyta zielonym pasem sukna. Przedni, zakryty fartuchem, fragment tworzyła wstawka z drukowanej w biało-czerwone pasy bawełny z rozporem. Pasiaste spódnice występowały w różnych odmianach noszonych na różne okazje. Wśród określeń zebranych przez badaczy wilamowskiego folkloru pojawiają się takie określenia jak: „siedmioguldenowa” (zełwagułdnikjerök), „pięcioguldenowa” (fynfgułdnikjerök), „z czarnymi paskami” (świöecśtrimikjerök), „z niebieskimi paskami” (błöwśtrimikjerök), „z zielonymi paskami” (grinśtrimikjerök), „z żółtymi paskami” (gałśtrimikjerök), „z kręconymi paskami” (gydrytaśtrimikjerök), „z wąskimi paskami” (śmołśtrimikjerök), „z małymi paskami” (klinśtrimikjerök), „pszczyńska” (płesnerök), „wiedeńska” (winerök), „od Kalety” (kalytiśerök), „od Spyrki” (śpyrkjarök), „z kałamajki” (kałamȧjkarök), „z kamlotu” (kamlotrök). Niezależnie od rodzaju, wszystkie były podszyte białym płótnem, a u dołu materiałem w biało-czerwone pasy.
Osobną grupę stanowiły spódnice zwyczajne (gywynłikjerök) o kroju zbliżonym do odświętnych, ale szyte w całości z jednego materiału, najczęściej z wzorzystego kretonu.
We współczesnym stroju wilamowskim zaistniały pewne innowacje. Spódnice niebieskie wykonywane są najczęściej z błyszczącego materiału satynopodobnego. Tradycyjne galony z koronki klockowej uchodzą z powodu wyższej ceny za luksusowe, dlatego stosuje się również imitacje polegające na naszywaniu w kilku równoległych rzędach złotych taśm, sznurków i innych aplikacji pasmanteryjnych. Spódnice czerwone wykonuje się nie z ciężkiego sukna, jak w przeszłości, lecz z lekkiego materiału poliestrowego lub satyny z wiskozą. Trudno dostępny jest materiał na tradycyjne spódnice pasiaste, dlatego szyje się je okazjonalnie na zasadzie eksperymentowania z materiałami różnego pochodzenia o analogicznym wyglądzie. Popularnością cieszą się współczesne suknie kretonowe o wzorach przypominających dawne spódnice zwyczajne, stosunkowo łatwo dostępne w sklepach w Wilamowicach i okolicznych miastach.

#### Oplecek

Złoty oplecek

Oplecek (gyśtałt) to rodzaj stanika stanowiący górną część sukni. Składa się z części tylnej przykrywającej plecy i dwóch nieschodzących się ze sobą przednich połówek.
Podobnie jak w stroju cieszyńskim, wilamowski oplecek niemal zawsze zszywało się ze spódnicą (tylko przy spódnicach noszonych pod odzieniem wierzchnim i przez to niewidocznych mógł być przymocowany za pomocą szelek). Kobiety posiadały zazwyczaj na różne okazje po kilka oplecków wykonanych z różnych materiałów (wełna, żakard, klot, atłas, kaszmir itp.) i w różnych wariantach kolorystycznych, najczęściej z wzorami kwiatowymi. Za najbardziej odświętny uznawano złoty oplecek (gułdgyśtałt) uszyty z brokatowej tkaniny w czerwone kwiaty na złotym tle. Brzegi obszywano lamówką w kolorze czerwonym lub zielonym (jednobarwną lub z wzorem kwiatowym), przy czym dobór koloru odpowiadał barwie oplecka – do złotych i srebrnych dobierano zawsze czerwoną lamówkę.
We współczesnym stroju wilamowskim oplecki są z reguły zszyte na stałe z jedną spódnicą. Ich wygląd bazuje na różnych współcześnie dostępnych materiałach. Najczęściej spotykane są „krakowskie” z kwiecistym wzorem zaczerpniętym ze spódnic noszonych w stroju krakowskim i podhalańskim. Bywają one jednak krytykowane jako nieautentyczne i pozbawione oryginalności. Niejednokrotnie szyje się oplecki z materiałów na zasłony kupowanych w dużych sieciach handlowych. Innym źródłem są wzorzyste różnokolorowe materiały sprowadzane z Niemiec czy Austrii, jak też przerabiane ubrania ze sklepów z odzieżą używaną („z dziadów”). Lamówki wciąż występują w kolorze czerwonym lub zielonym i są dobierane w miarę możliwości na zasadzie kontrastu do barwy tła oplecka.

#### Fartuch

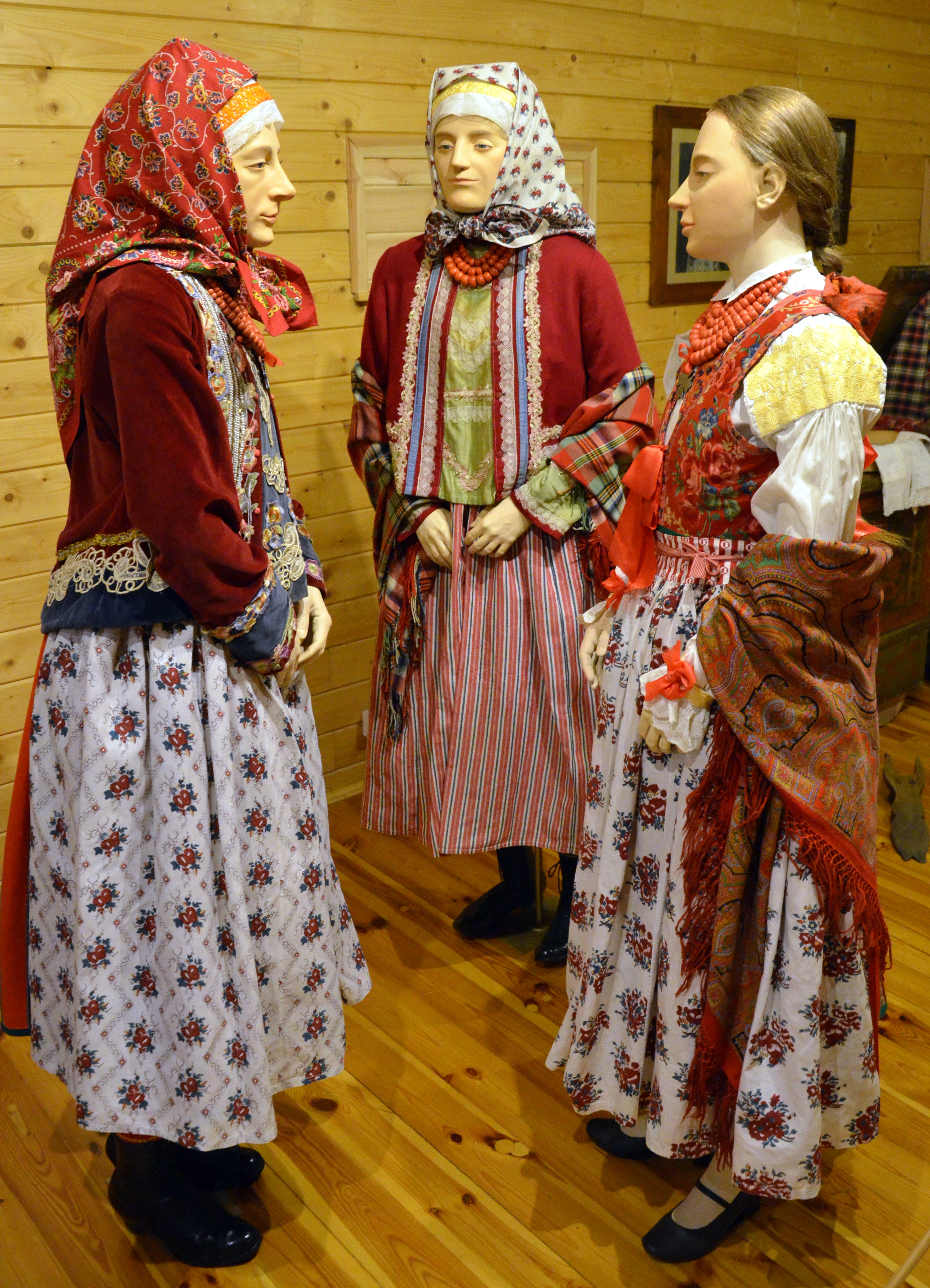
Manekiny w białych fartuchach tureckich (po bokach) i fartuchu pasiastym (w środku)

Fartuch (śjyctüh) to element stroju przykrywający wykonany z gorszego materiału przód spódnicy. Przyszywa się go do pasa (gjytuł); na długość odpowiada spódnicy, do której się go nosi.
Również fartuchy występowały niegdyś w wielu rodzajach. Do spódnicy niebieskiej, czerwonej, a także pasiastej siedmio- i pięcioguldenowej noszono fartuch zielony (grinśjyctüh) uszyty z jedwabiu lub tafty. Odmianą fartucha zielonego był fartuch trawiasty (grozśjyctüh) w jaśniejszym odcieniu zieleni. Za odświętne uznawano również biały fartuch turecki (wȧjsy tjykiśy śjyctüh), który występował w różnych odmianach zależnie od nadrukowanego na nim wzoru, na przykład: „z dużymi różami” (myta grusa ruza), „z podwójnymi różami” (myta cwejfȧhtikja ruza), „z wężowymi paskami” (myta yterśtrima), „z podkowami” (myta hüfȧjzła), „z zieloną gałązką” (mytum grina rȧjzła), „z jabłkami” (myta opeła), „z dzwoneczkami” (myta kłengjela), „z pazurami” (myta pazyryn), „z kocimi łapkami” (myta kocaśłapa), „z rzędami” (myta cȧjłihła), „z szyszkami” (myta śyśkja) itp. Poszczególne typy były noszone do różnych rodzajów spódnic i na różne okazje.
Trzecim rodzajem był fartuch pasiasty (śtrimikjeśjyctüh) w czerwone lub niebieskie pasy na białym tle, który był używany jako codzienny lub żałobny, przy czym ten w pasy czerwone uważano za lepszy i niezakładano go na przykład do prac w polu. Pojawiały się również białe fartuchy w kwiatki, kółka, kropki i inne drobne wzory, które stanowiły część stroju codziennego i były wyraźnie odróżniane od odświętnych białych fartuchów tureckich. Do późniejszych innowacji należą fartuchy w paski biało-zielone, niebiesko-czarne i inne.
Niedostępność materiałów o odpowiednim wzorze spowodowała, że w II połowie XX wieku zaprzestano wykonywania białych fartuchów tureckich, a ich rolę przejął fartuch zielony. W 2016 działaczom ze Stowarzyszenia „Wilamowanie” udało się sprowadzić z Republiki Czeskiej materiał o wzorze identycznym z przedwojennym fartuchem „z rzędami”, który sprzedawano tam jako element stroju ludowego ze Słowacji Morawskiej. Fartuch zielony jest dziś najczęściej szyty z satyny z dodatkiem wiskozy i jako łatwo dostępny uważany, inaczej niż w przeszłości, za mniej wartościowy od białego. Pas, do którego przyszywa się fartuch, był w przeszłości ozdobiony dekoracją kwiatową, obecnie często stosuje się jednolitą, czerwoną wstążkę, aczkolwiek niektórzy powracają do wersji z dekoracją.

#### Jupka

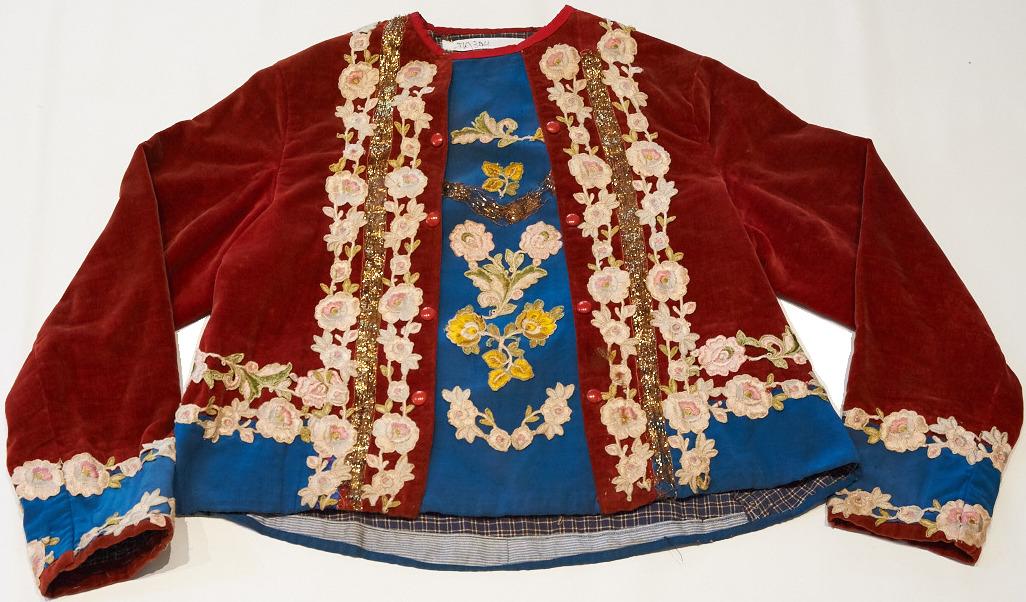
Odświętna aksamitna jupka

Jupka (jüpka) jest okryciem wierzchnim w formie kaftana. Może być wykonana z różnych materiałów (jedwab, wełna, aksamit, w nowszych czasach też plusz, atłas, satyna itp.) i w różnych wersjach kolorystycznych (z wyjątkiem czarnego).
Charakterystycznym elementem jest szeroki pas materiału przyszyty do jednego z boków, nazywany kys (dosłownie „poduszka”), w kolorze kontrastującym do głównego materiału, wykonany z aksamitu lub innego wzorzystego materiału, na różny sposób ozdabiany. Po jego bokach naszywano tasiemki o szerokości około centymetra – w wersji odświętnej jedwabne i jednobarwne, a w wersji codziennej bawełniane we wzorki czy paski. Z tego samego materiału co kys wykonywano pasek obrębiający jupkę od dołu oraz paski przy rękawach. Ponieważ kys przyszywano do jednego z boków, jupki zapinały się asymetrycznie; stosowano zapięcia na zatrzaski, a guziki przyszywano tylko dla ozdoby.
Jupki odświętne obszywano bortami – maszynowo wykonywanymi haftami, których rodzaj i liczba decydowały o przeznaczeniu danej jupki, a także świadczyły o zamożności kobiety ją noszącej. W późniejszym czasie naszywano również cekiny i inne aplikacje pasmanteryjne. Jupki dla starszych kobiet oraz postne i adwentowe wykonywano ze sztruksu i obszywano bawełnianymi koronkami, ewentualnie imitacjami bortów na bazie papieru. Jupki codzienne i żałobne szyte były z flaneli lub kretonu w kwiatki na czerwonym lub jasnym tle.
O ile w przypadku spódnic czy fartuchów powtarzały się ustalone wzory, wygląd jupek był w dużej mierze kwestią indywidualną, w ramach ogólnej konwencji istniało duże pole do popisu dla kobiet.
Obecnie szyje się przede wszystkim jupki odświętne. Wykonywane są one tylko z materiałów gładkich, bez wzorów, w odcieniach czerwieni i różu, a także niebieskie. Krój rękawów i ramion jest „nowoczesny” i przypomina współczesne płaszcze. Jupki obszywa się koronkami, tasiemkami czy innymi aplikacjami, najczęściej w kolorze białym. Klasyczne obszycie jupki to równoległe do kysu białe koronki w układzie: szersza koronka, węższa koronka, zielona tasiemka, złoty sznurek i opcjonalnie biała aplikacja z motywem roślinnym. Rękaw obszywany jest analogiczną sekwencją, z tym że zamiast zielonej tasiemki stosuje się zielony pas materiału.

#### Kacabajka i jakła

Współczesna kacabajka

Kacabajka (kacabȧjka), inaczej też długa bajka (łangy bȧjka), to kaftan o długości za kolano, watowany i podszyty grubą szarą wełną. Jakła, zwana też krótką bajką (kücy bȧjka), to jego krótsza wersja. Według opisów z I połowy XX wieku oba rodzaje kaftana ozdabiane były złoto-czerwonym płaskim sznurkiem sprowadzanym z Wiednia.
Kacabajki wyszły z użycia już przed II wojną światową. W 1925 nosiło je już tylko kilka starszych kobiet. Jakły przetrwały dłużej, do lat 60. XX wieku. Oba elementy nie weszły w skład stroju używanego przez zespoły regionalne w PRL i później. W XXI wieku doszło jednak do ich renesansu. Na podstawie jedynych dwóch zachowanych egzemplarzy zrekonstruowano wygląd tradycyjnej kacabajki, którą od 2009 zaczęły nosić wilamowskie kolędniczki. W tym samym czasie odrestaurowano zachowane jakły i na tej podstawie uszyto nowe. Odtworzone kacabajki i jakły zaczęły w społeczności wilamowskiej na nowo pełnić funkcję pełnoprawnego elementu stroju, który można zakładać zamiast kurtek i płaszczy masowej produkcji.

#### Czepiec

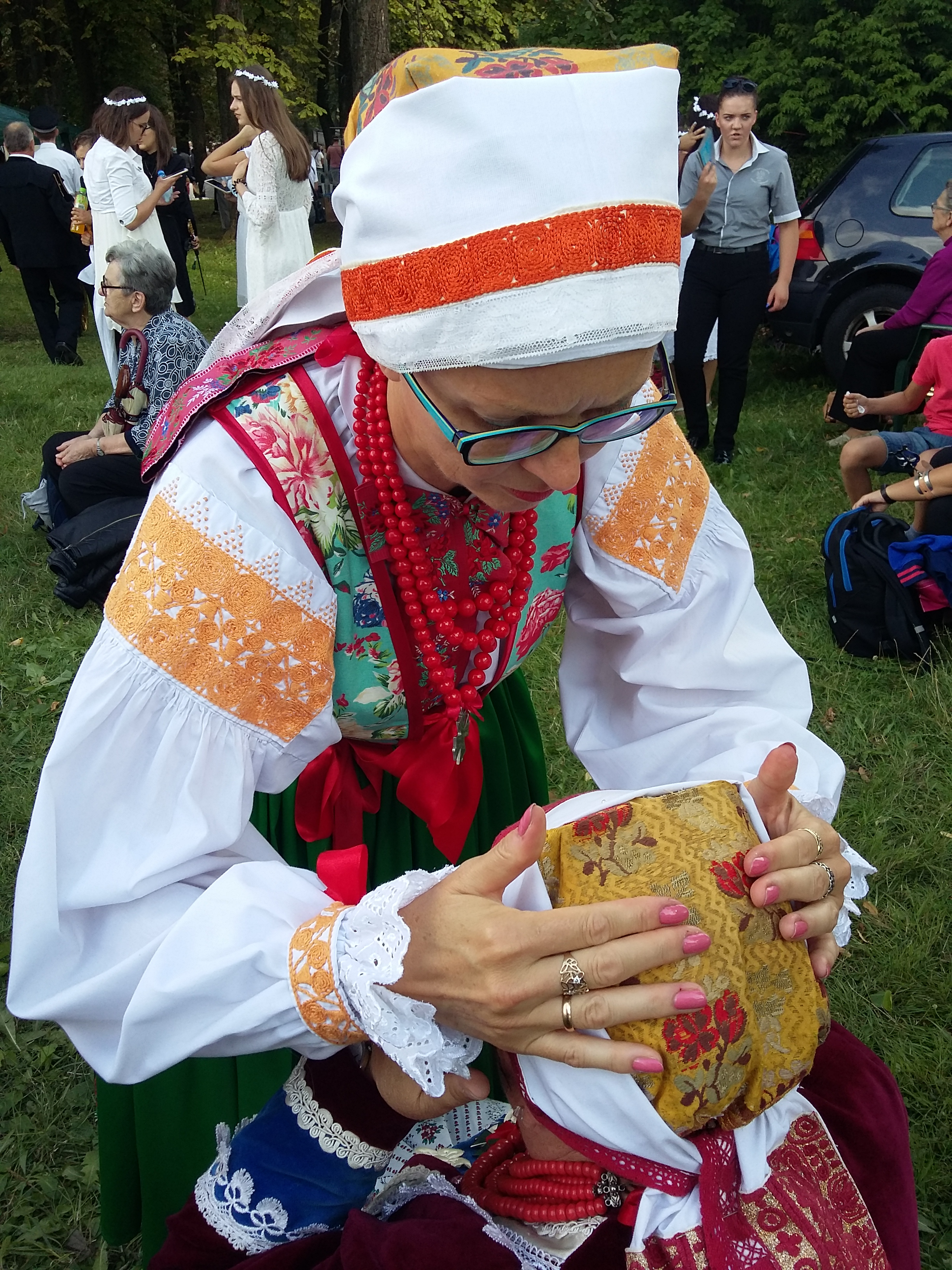
Kobieta w czepcu z czerwoną związką wiąże związkę innej kobiecie

Złoty czepiec

Czepiec (hoü) stanowi ważny wyróżnik stroju wilamowskiego. Jeszcze w latach 30. XX wieku żyły kobiety, które nigdy nie pokazywały się z gołą głową i „czepiły się” (tzn. zakładały czepiec) jeszcze przed wstaniem z łóżka. Każdy czepiec składa się z dwóch części: kolorowego czepca właściwego zakrywającego włosy (niegdyś wykonywanego głównie z kretonu, obecnie z różnorodnych materiałów, przeważnie bawełnianych) oraz zszytego z nim prostokąta z białej tkaniny (houäśtykla), który po założeniu czepca częściowo zakrywa czoło i boki głowy.
Nosi się naraz po kilka czepców o identycznym kroju zakładanych tak, by każdy kolejny dokładnie zakrywał czepiec znajdujący się pod nim. Współczesne Wilamowianki zakładają z reguły trzy–cztery czepce, w przeszłości ich liczba sięgała często siedmiu, a według Hermanna Mojmira mogło to być nawet dwanaście. Ważne, by wszystkie włosy były zakryte, a uszy wystawały na zewnątrz. Na szczególnie uroczyste okazje zakładano kiedyś jako wierzchni złoty czepiec (gułdhoü) wykonany z takiej samej tkaniny brokatowej jak złoty oplecek. W późniejszym okresie pojawiały się też czepce srebrne czy w innych kolorach przetykane złotą lub srebrną nicią, a także z tkanin żakardowych.

#### Związka

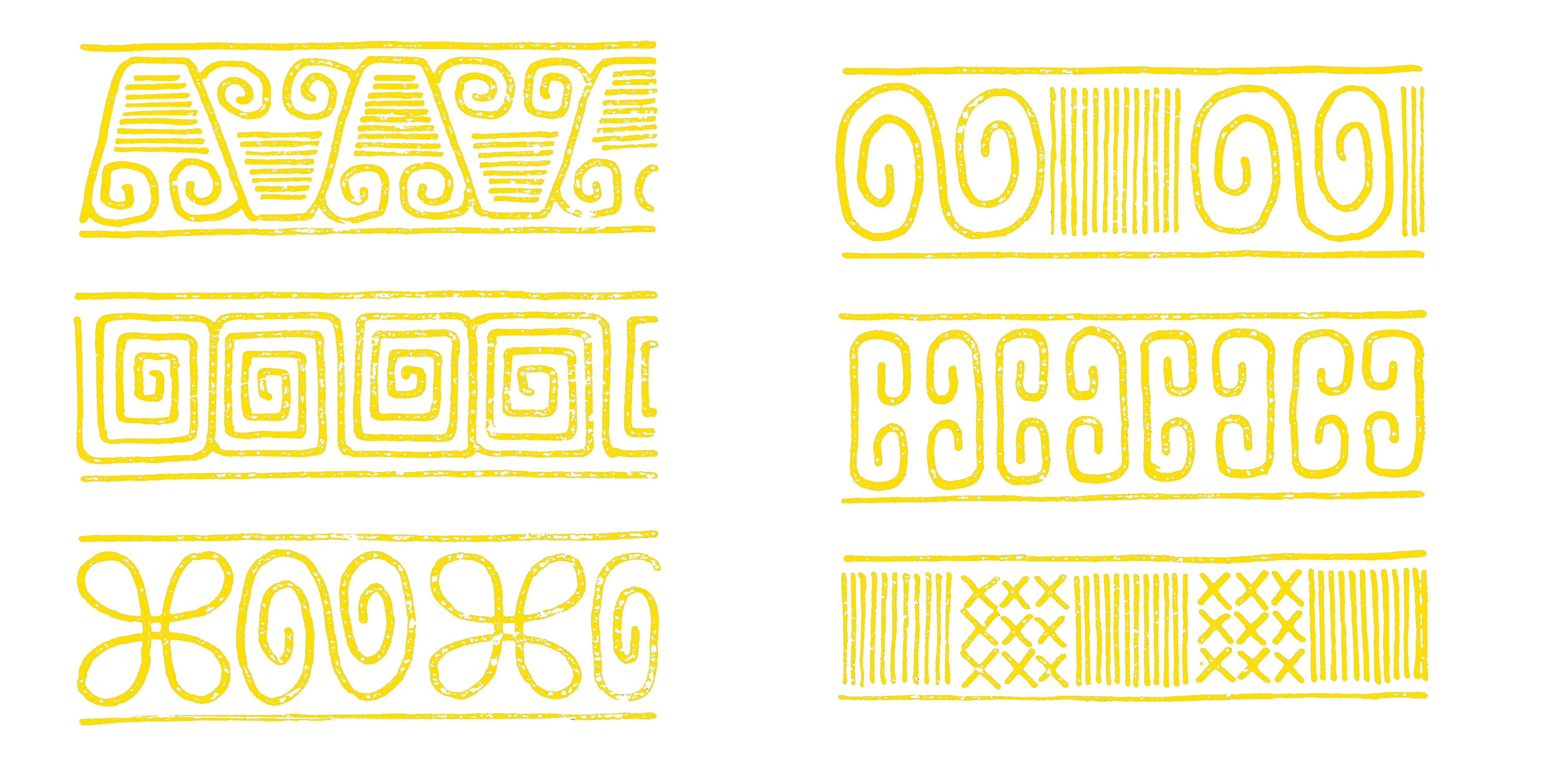
Tradycyjne wzory haftów na związki

Związka (drymła) to element odświętnego ubioru wilamowskich mężatek w postaci pasa białego płótna o długości około 120 cm i szerokości około 35 cm, ozdobionego koronkami i haftami, który składa się wzdłuż dłuższego boku na pół, a następnie zakłada od czoła na czepce i zawiązuje z tyłu głowy, przy czym nie może on w całości zasłonić houäśtykla. Związki należą do najstarszych (mogły pojawić się już w XVI wieku) i najbardziej emblematycznych elementów stroju wilamowskiego.
Najbardziej odświętną postać związki zdobił niegdyś haft w kolorze czerwonym (bordowym), pozostałe mogły być pomarańczowe, żółte, białe lub w formie mereżki. Występowało sześć możliwych wzorów haftu: „starowiejski” (wymysdiöfer), „z krążkami” (myta krynkjeła), „z esami i zawijasami” (myta esła ȧn zürgła), „z esami i plackami” (myta esła ȧn płacła), „tyłami do siebie” (myta rykja cü) oraz „czerwone wyszycie” (rut oüsnyt). Obecnie wykonuje się niemal wyłącznie związki czerwone z wykorzystaniem jednego wzoru haftu (z nici bordowych uzupełnionych złotymi w szerszym pasie) opartego na przedwojennym.

#### Chustka na głowę

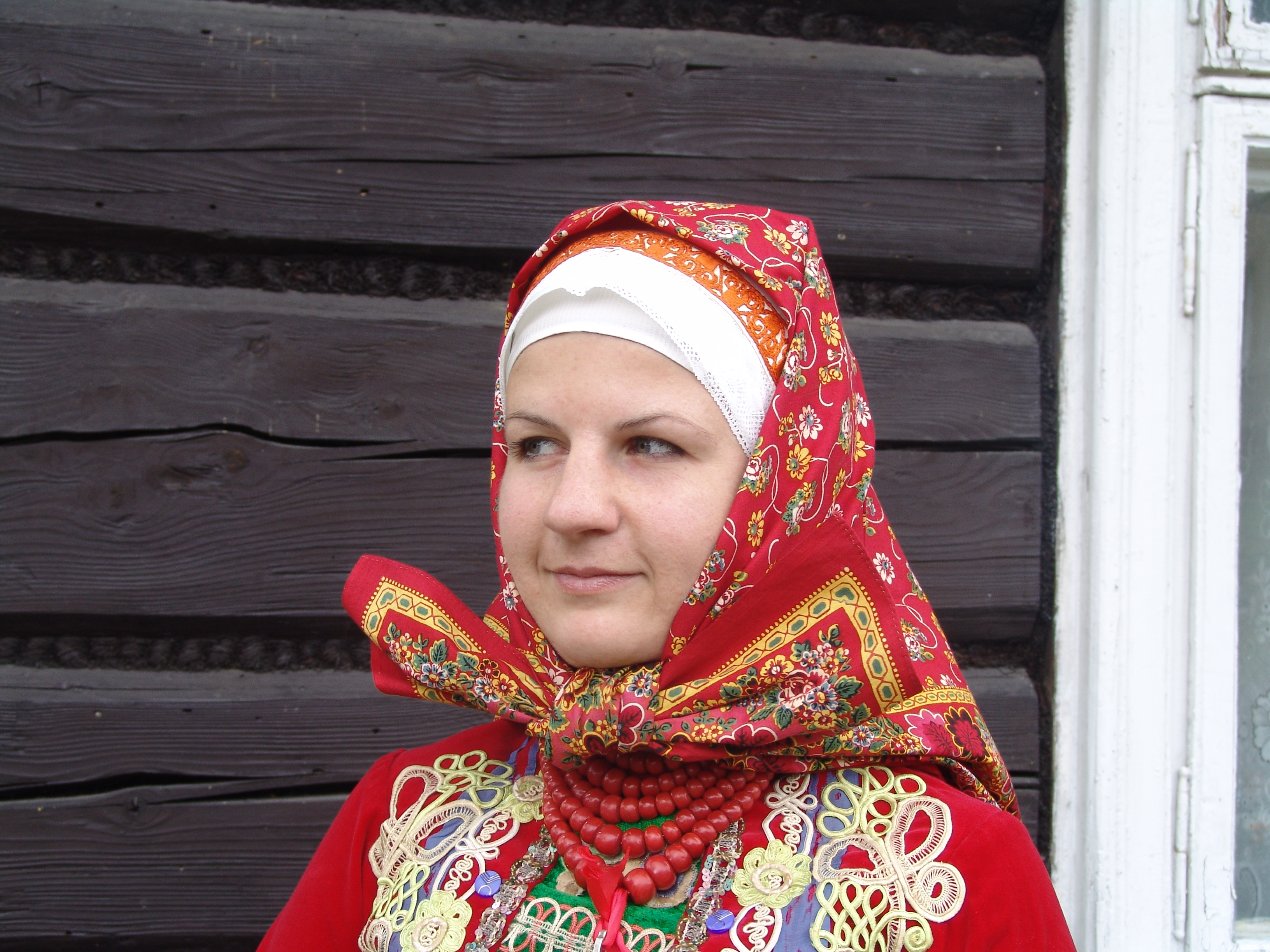
Kobieta z głową nakrytą siedmioma czepcami z pomarańczową związką i czerwoną drogą chustką zawiązaną na rogi

Chustki na głowę (tihła) wykorzystywane w stroju wilamowskim można podzielić na cztery typy noszone w zależności od okazji i rodzaju związki, do której były dopasowywane: czerwone drogie chustki (toüruttihła), tureckie chustki (tjykiśy tihła), wiedeńskie chustki (winer tihła) oraz zwyczajne chustki (gywynłikjy tihła). Chustki tureckie i wiedeńskie były białe z nadrukowanymi kolorowymi dekoracjami roślinnymi, podstawowa różnica między nimi polegała na tym, że tureckie zdobione były wielobarwnie, a wiedeńskie jednobarwnie – z drukiem różowym/jasnoczerwonym lub granatowym/czarnym. Również chustki czerwone posiadały dekorację roślinną. Chustki zwyczajne były białe lub brudnożółte z różnymi jednokolorowymi wzorami: kwiatami, kropkami, gwiazdkami itp. Wszystkie rodzaje chustek były zakładane w ten sposób, by pozostał widoczny haft związki, oraz wiązane pod brodą na dwa węzły w jeden ze dwóch sposobów: „na rogi” (uf dy cypułn) lub „na motyla” (mulkjadrymuł).
Tradycja noszenia chustek wśród pokolenia urodzonego po 1950 praktycznie zanikła, ale od drugiej dekady XXI wieku zaczęła się powoli odradzać.

#### Odziewaczka

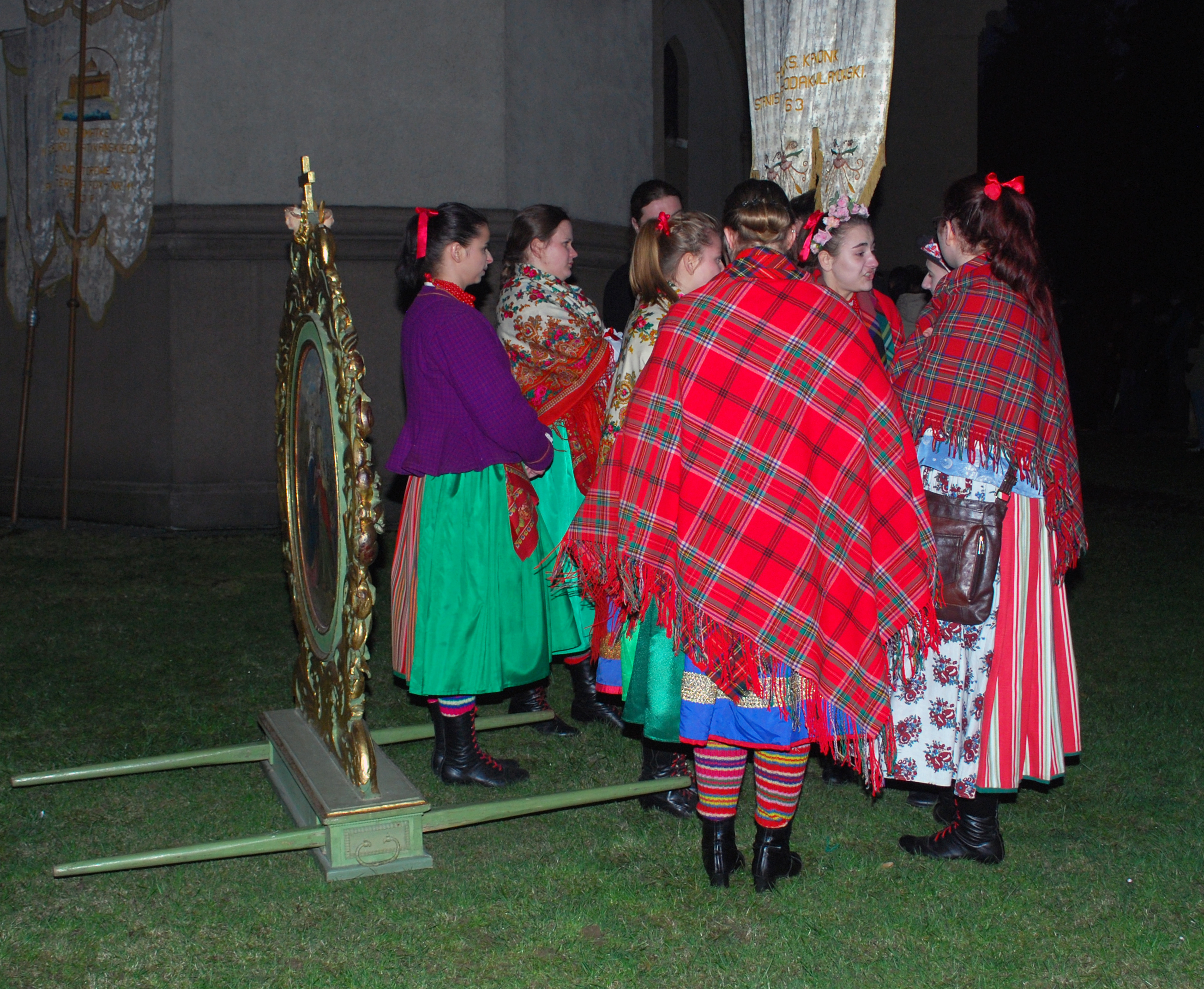
Wilamowianki podczas procesji wielkanocnej, dobrze widoczna współczesna odziewaczka kraciasta

Odziewaczka (ymertihła) to duża, kwadratowa, wełniana chusta z frędzlami o bokach długości najczęściej 150–170 cm. Jest składana w trójkąt i zarzucana na plecy tak, by zakrywała od tyłu chustkę na głowę, ale nie zaginała wiązania pod brodą; kilkunastocentymetrowy pas materiału pod karkiem wywija się na zewnątrz.
W przeszłości istniało wiele rodzajów odziewaczek. Kobiety posiadały po kilkanaście lub więcej sztuk i dobierały je na rozmaitych zasadach. Za najbardziej odświetne uznawano białe odziewaczki (wȧjsymertihła) i żółte odziewaczki (gałymertihła), które zakupywano w Wiedniu, żywiąc przekonanie o ich tureckim pochodzeniu. Oba rodzaje chust bogato zdobione były ornamentami roślinnymi i geometrycznymi, pośrodku żółtej odziewaczki wyszywano dużą, ośmioramienną gwiazdę. Biała odziewaczka była nieodłącznym elementem stroju panny młodej, żółta – drużki. Wiele kobiet nosiło je też na Wielkanoc i Boże Narodzenie. Innym rodzajem były odziewaczki kraciaste, w których dominował kolor czerwony. Za najbardziej odświętne, zaraz po białej i żółtej, uważano odziewaczki „od Baranły” (baranłyśe) i „od Śłysera” (śłyśeryśe). W dużej mierze o poziomie odświętności odziewaczki kraciastej decydowała wielkość kraty. Elementem stroju codziennego były odziewaczki w kolorystyce szarej, brązowej i czarnej, które nazywano „polskimi” (pönyś tihła), bo nosiły je też mieszkanki okolicznych wsi.
Współcześnie występują wyłącznie odziewaczki kraciaste. Wykonywane są z różnych materiałów, niekoniecznie już tylko z wełny, a ich dekoracja zbliżona jest do przedwojennego wzoru „z małą kratą” (myta klina kastła).

#### Welon

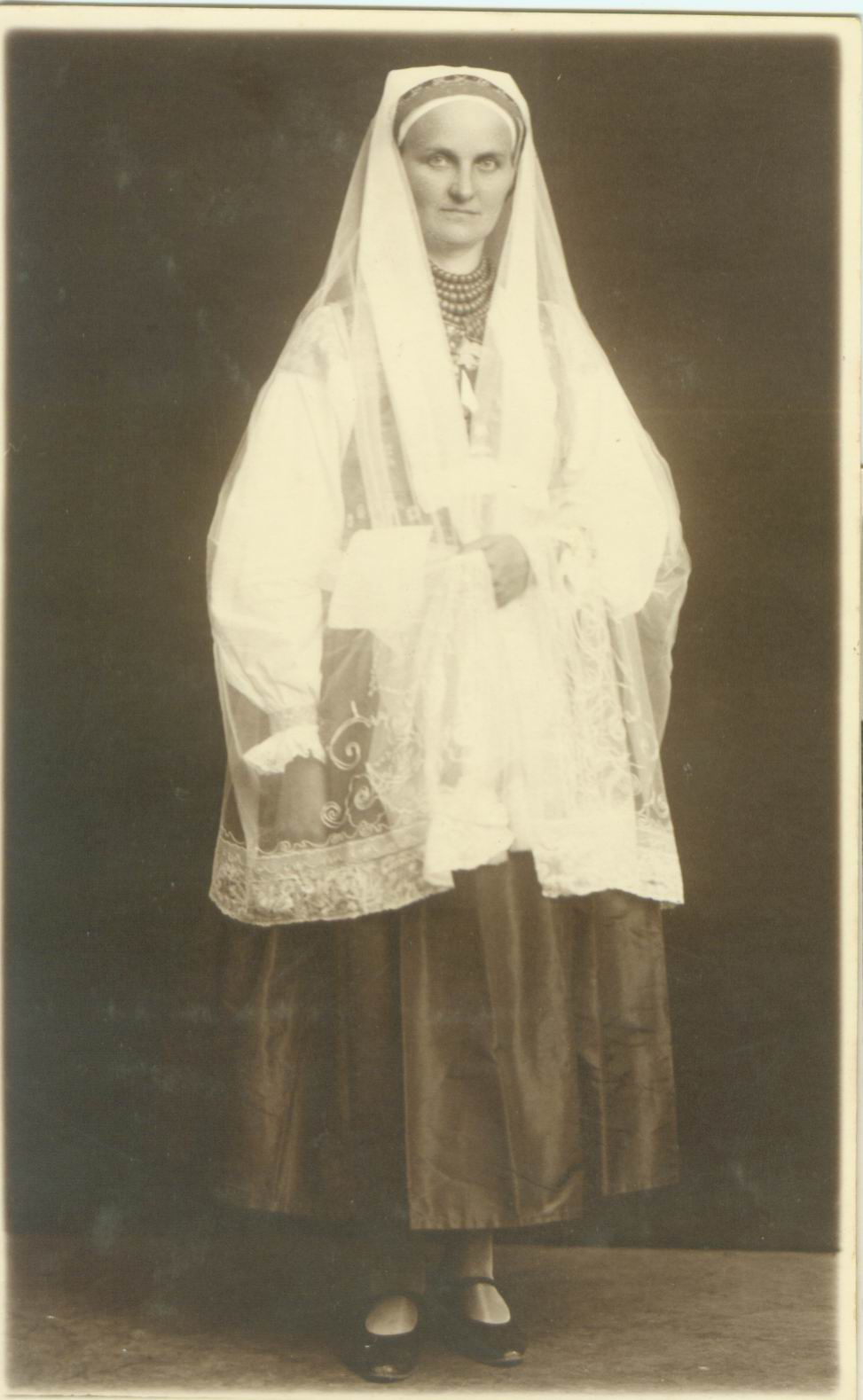
Kobieta w welonie na fotografii z okresu międzywojennego

Welon (tüh, drüżkja tüh) to duża – najczęściej powtarzający się wymiar to 90 x 220 cm – tkanina zwierzchnia wykonywana początkowo z białego płótna, a od początku XX wieku z prześwitujących materiałów, by nie zakrywała reszty stroju. Występuje tylko w najbardziej odświętnej wersji stroju. Współcześnie jako materiał dominuje organtyna lub materiały naśladujące muślin i szych. Boki obszywane są koronkami, a pośrodku tworzy się pętelki z białej nici, za które można trzymać welon palcami. Dawniej welony obszywano haftami takimi samymi jak na żółtych związkach.

#### Dodatki

Krzyż wilamowski

Ważnym elementem stroju wilamowskiego są zawieszane na szyi czerwone korale (koroln). Tradycyjny pełen zestaw składa się z pięciu rzędów podzielonych na dwie wiązki – jedna o trzech sznurach i jedna o dwóch dłuższych sznurach ze srebrnym krzyżykiem (kröucła) przywiązywanym czerwoną bądź kwiecistą wstążką. Komplety różniły się między sobą okazałością, o czym decydowała wielkość i waga poszczególnych rzędów. Pięć rzędów korali zakładano w niedzielę i święta, ale nie okresie żałoby, w poście i adwencie. Współcześnie prawdziwe korale zostały wyparte przez wyroby z tworzywa sztucznego. Niektóre Wilamowianki noszą trzyrzędowe zestawy również w sytuacjach, gdy dawniejsza tradycja nakazywałaby pięć.
Jeśli chodzi o obuwie (śü), przed II wojną światową najczęściej noszono trzewiki sięgające ponad kostkę z czarnej skóry i zamszu, czasem o ciemnozielonym odcieniu, haftowane w proste wzory kwiatowe. Współcześnie najważniejszym wyznacznikiem „wilamowskości” butów są czerwone sznurówki, tradycja dawniej nieznana. Noszone jest zarówno obuwie o wyglądzie zbliżonym do wzorów przedwojennych, jak i różnego rodzaju zastępniki, w tym „buty krakowskie” kupowane w jednej z firm zajmujących się masową produkcją obuwia do strojów ludowych. Na nogi zakładane są pończochy (zoka) z kolorowymi paskami, często czerwonymi czy różowymi.
Za element dekoracyjny i wykończeniowy służą wstążka pod korale (korolbynzuł) i wstążka na plecy (aksułbynzuł), najczęściej w kolorze z czerwonymi z różnymi motywami kwiatowymi.

### Przykładowe zestawy

#### Strój na Boże Ciało (narodowy)

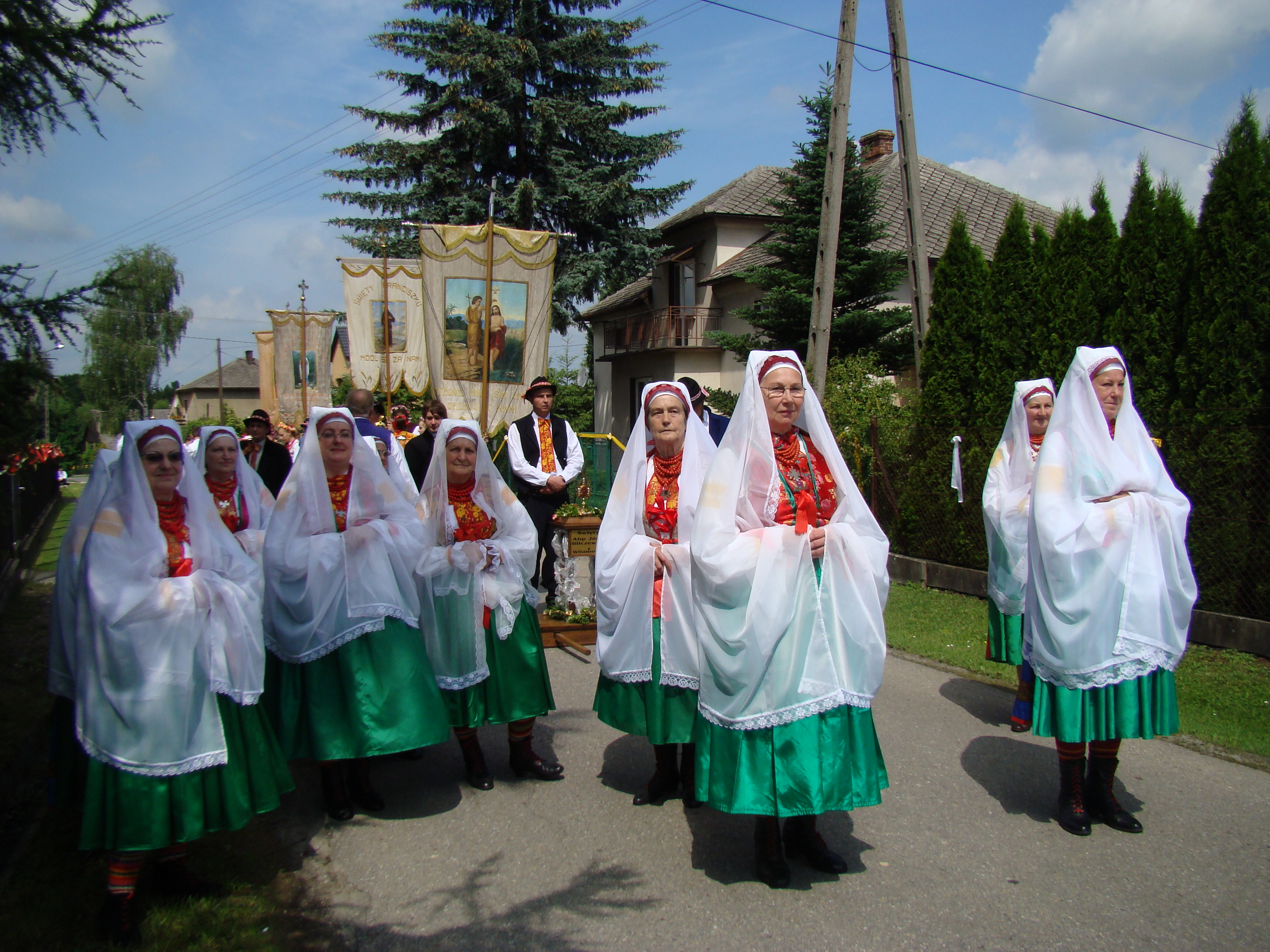
Mężatki w strojach narodowych podczas procesji na Boże Ciało

Najbardziej odświętny wariant stroju wilamowskiego to strój zakładany przez mężatki na Boże Ciało, a w przeszłości także z okazji chrzcin przez matki chrzestne oraz przez gości weselnych. Nazywany on jest też strojem narodowym. Składa się z czerwonej lub niebieskiej spódnicy, złotego oplecka, zielonego fartucha, jypły, wstążek pod korale i na plecy (z reguły czerwonych), pięciu rzędów korali z krzyżem, maksymalnej liczby czepców (dawniej nawet do dwunastu) nakrytych złotym czepcem, czerwonej związki oraz welonu lub ewentualnie czerwonej chustki. Współcześnie obserwowane jest pewne rozluźnienie zasad, co przejawia się na przykład w tym, że niektóre kobiety w ogóle rezygnują z nakrycia głowy, czy w różnym podejściu do ilości korali i obecności krzyża.

#### Strój zespołowy

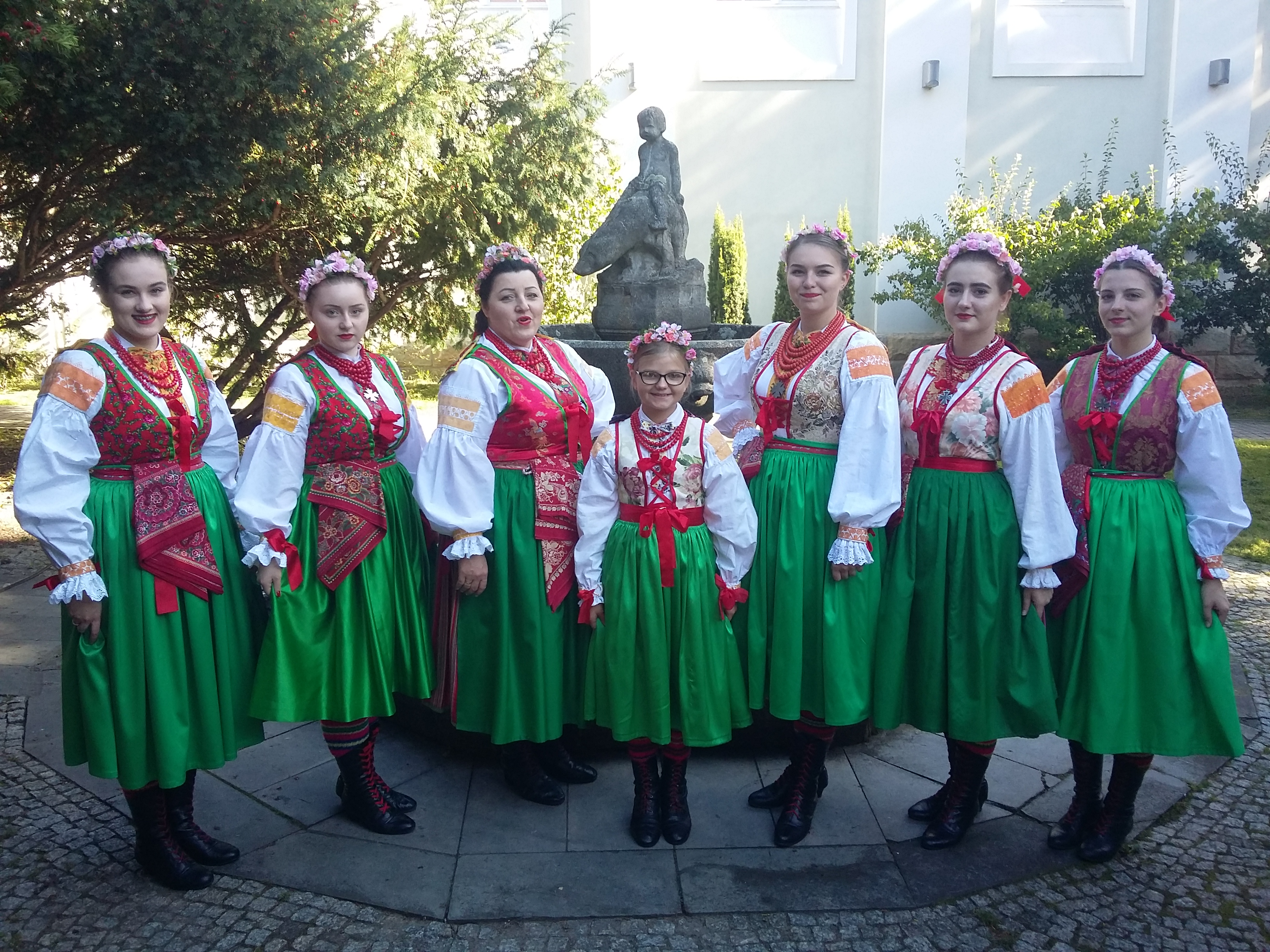
Strój zespołowy

Strojem zespołowym nazywa się strój noszony przez członkinie zespołów pieśni i tańca „Wilamowice” oraz „Fil Wilamowice” podczas występów. Składa się na niego spódnica pasiasta (czasem też niebieska) zszyta z opleckiem „krakowskim”, zielony fartuch, jypła, trzy lub pięć rzędów korali, wstążka pod korale i na plecy (z reguły czerwone), a także buty z czerwonymi sznurówkami. Na głowie noszony jest najczęściej wianek, choć mężatki tańczące z grupą młodzieżową zakładają czepce z żółtą związką. Chustka zamiast na głowie wsadzona jest z boku fartucha. Do niektórych tańców, a także podczas chłodów na występy na zewnątrz, do kościoła czy podczas przemarszów, zakładana jest kraciasta odziewaczka.

#### Stroje weselne

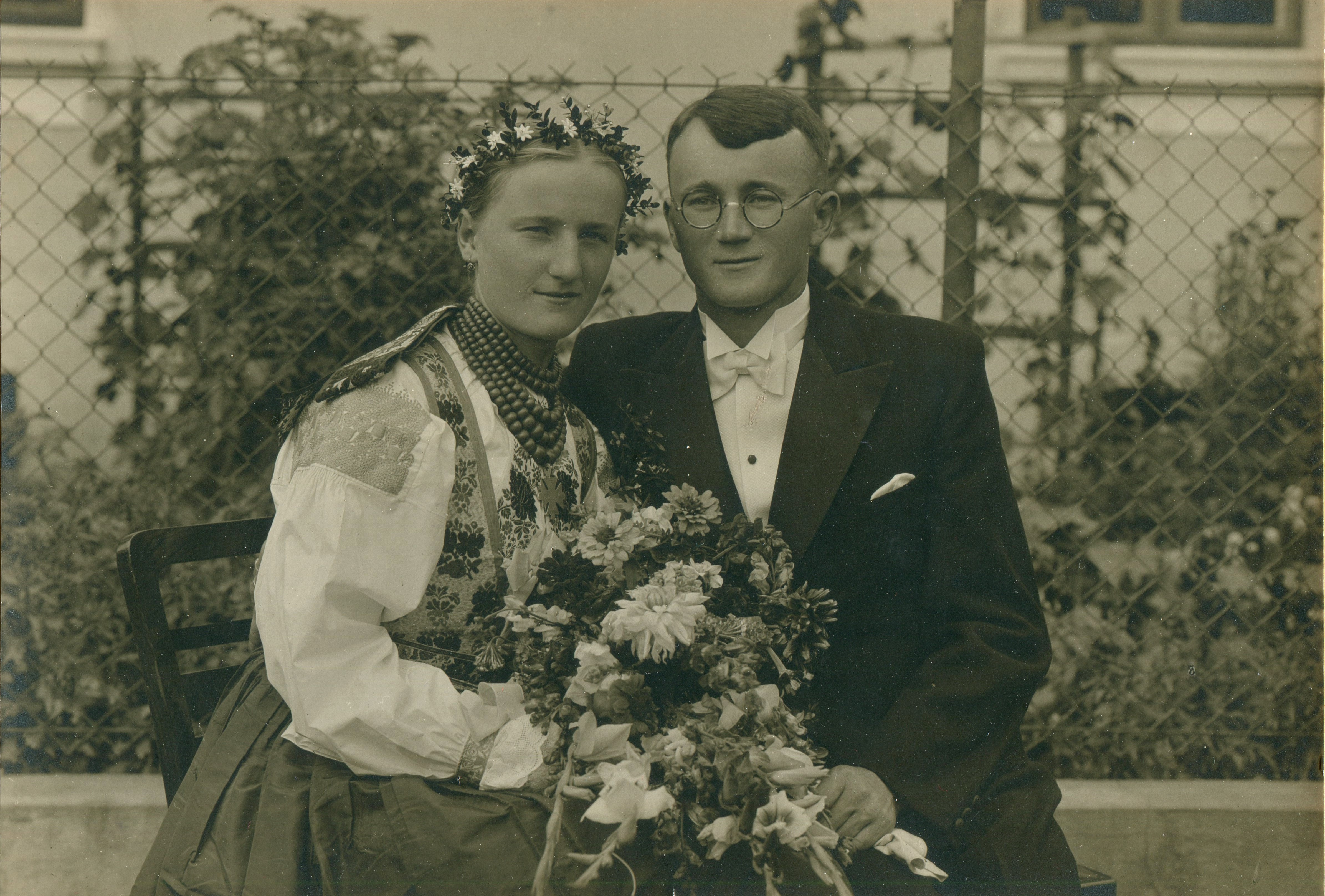
Panna młoda w stroju wilamowskim (1935)

Przedwojenny strój panny młodej składał się z niebieskiej spódnicy, srebrnego oplecka, zielonego fartucha z białą wstążką, jypły, pięciu rzędów korali z krzyżem, białej wstążki pod korale i czerwonej na plecy oraz wianka z białych kwiatów. W drodze do ślubu zakładano białą odziewaczkę, a po oczepinach srebrny czepiec z czerwoną lub pomarańczową związką. W przypadku biedniejszych rodzin możliwe było też użycie innych, tańszych elementów.
Przedwojenny strój drużki składał się z najdroższej spódnicy pasiastej („siedmioguldenowej” lub „pięcioguldenowej”), złotego oplecka, zielonego fartucha, jypły, różowej lub czerwonej wstążki pod korale, czerwonej wstążki na plecy, pięciu rzędów korali z krzyżem i wianka z różowych kwiatów, a na całość narzucano żółtą odziewaczkę. Gościnie weselne przychodziły w stroju narodowym (z tym że z czerwoną chustką, a nie welonem). Skromniej ubierała się matka panny młodej: spódnica pasiasta, biały fartuch w kwiaty, jupka, czepce z pomarańczową związką i czerwona chustka. W drugi dzień wesela wszystkie uczestniczki wydarzenia zakładały już skromniejsze wersje stroju.
Na okazję ślubu aktywistki Justyny Majerskiej i Rafała Sznajdra w 2016, który był pierwszym po wielu latach ślubem w strojach, odtworzony został dawny strój panny młodej, ale z dodatkiem elementów nawiązujących do współczesnych sukien ślubnych, takich jak biała wstążka również na plecy, białe hafty do jypły, a także białe tasiemki do oplecka i do włosów. Ponadto od około 2010 pojawiła się moda na drużki w strojach wilamowskich, które jednak po uroczystości kościelnej przebierają się we współczesne kreacje. Stroje pojawiają również wśród gości na ślubach członków zespołów pieśni i tańca.

#### Stroje żałobne

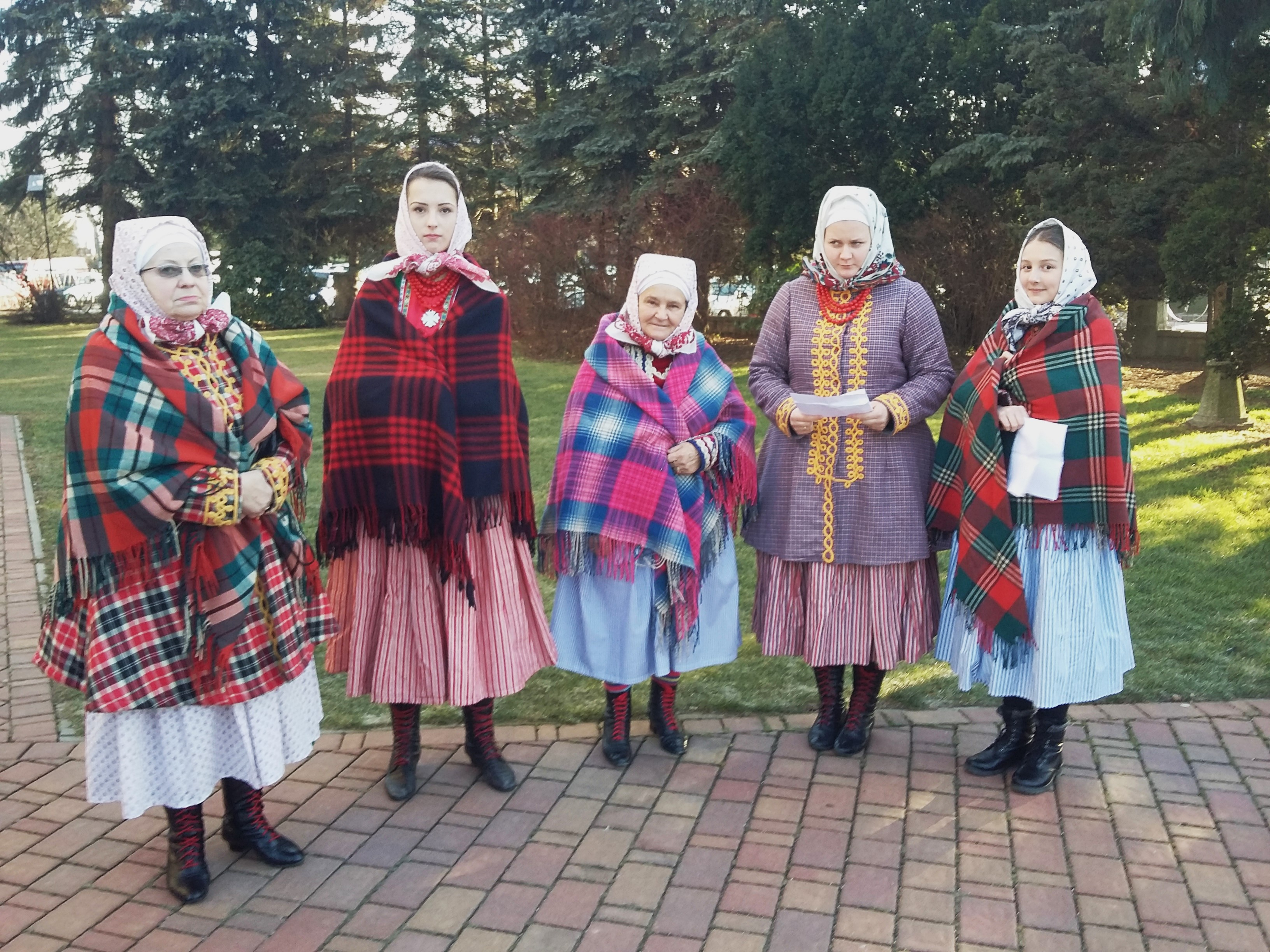
Kobiety we współczesnych interpretacjach stroju żałobnego podczas pogrzebu w 2016

Przed II wojną światową rozróżniano strój na ciężką żałobę (tj. na pogrzeb i okres sześciu tygodni od śmierci bliskiej osoby) i strój na lekką żałobę (od szóstego tygodnia). Na ciężką żałobę zakładano najskromniejszą spódnicę pasiastą typu pszczyńskiego, fartuch w niebieskie bądź czarne pasy, bawełnianą jupkę z ubogimi ozdobami i trzy rzędy korali bez krzyża. Mężatki na głowie nosiły trzy czepce, związkę z mereżką i chustki z jednobarwnym drukiem na białym tle. Na wierzch zarzucano odziewaczkę o niebieskich kratach w ciemniejszej tonacji. Podczas lekkiej żałoby noszono spódnicę pasiastą np. „od Kalety” czy „w żółte paski”, fartuch w czerwone pasy, nieco zdobniejszą lecz wciąż skromną jupkę i trzy rzędy korali z krzyżem, a na czepce nakładano związkę z białym haftem i białą chustkę z wielokolorowym drukiem. Odziewaczki miały większą ilość czerwieni w porównaniu ze strojem na ciężką żałobę.
W tradycji wilamowskiej czerń nie jest kolorem żałobnym, czarne elementy pojawiły się dopiero po wojnie pod wpływem kultury polskiej. Z drugiej strony pamięć o tradycyjnej żałobnej bieli przejawia się we wprowadzaniu białych elementów do dzisiejszych czarnych ubrań. Dawny strój na ciężką żałobę pojawił się w XXI wieku kilkukrotnie w użyciu podczas pogrzebów, ale nie jest to trend głęboko zakorzeniony. Na niektórych pogrzebach widuje się Wilamowianki w różnych, swobodnie interpretowanych wersjach stroju odświętnego.

## Strój męski

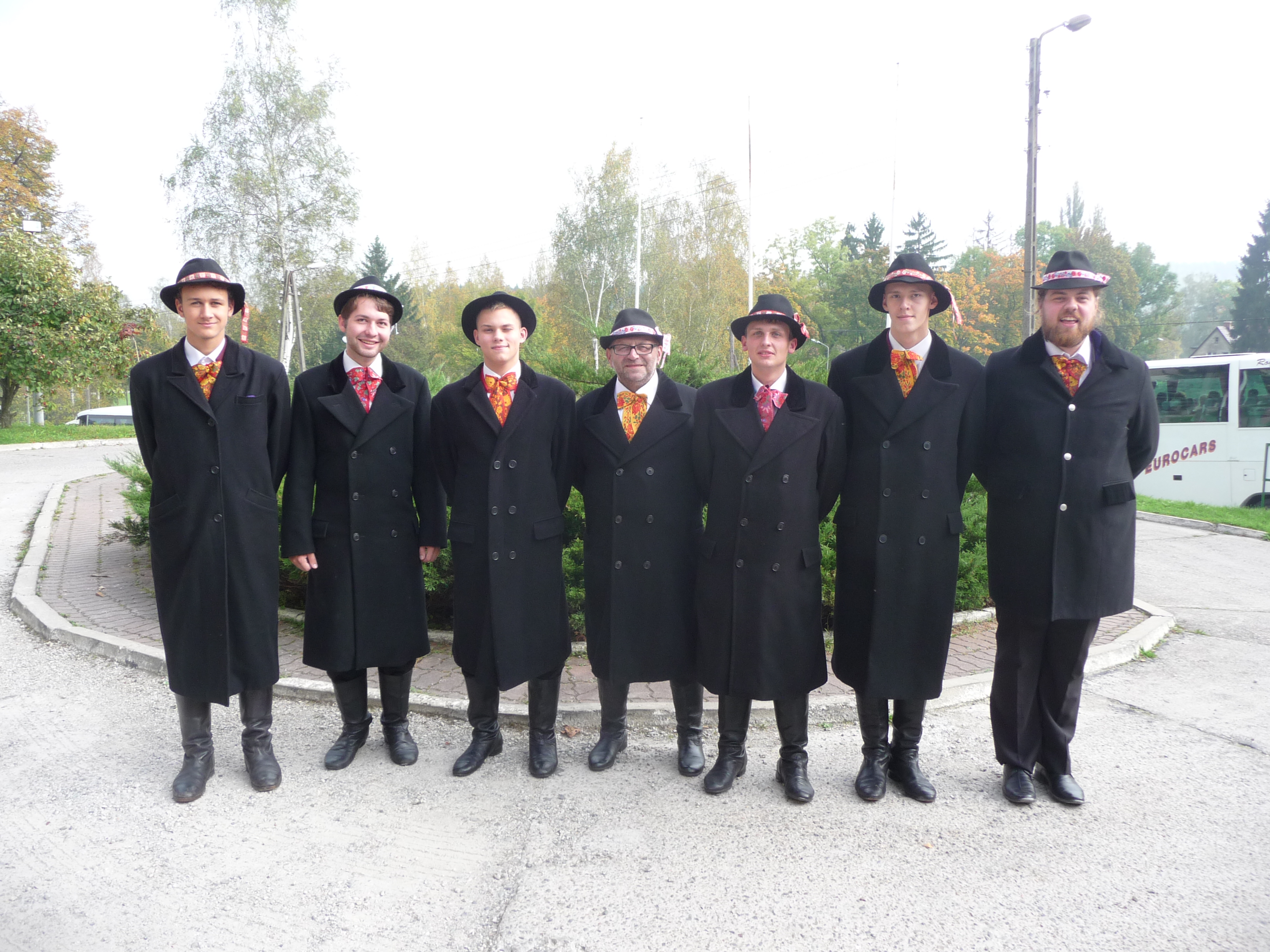
Mężczyźni w ibercijerach; widoczne też typowe kapelusze ze wstążkami i wstążki pod szyję

Współcześnie używany męski strój wilamowski bazuje na stroju zespołowym zaprojektowanym przez Jadwigę Bilczewską-Stanecką po powstaniu Regionalnego Zespołu Pieśni i Tańca „Wilamowice” w 1948 i wykazuje wiele podobieństw do strojów ze Śląska Cieszyńskiego czy górali żywieckich. Składa się z białej koszuli, lajbika z rękawami lub bez rękawów (najczęściej w kolorze czarnym, ciemnoniebieskim lub bordowym, ale istnieją też inne warianty), wstążki pod szyją z motywami kwiatowymi, czarnych spodni, skórzanego pasa z haftowanymi kwiatami nabijanego ćwiekami lub w tańszej wersji z lekkiej tkaniny w kwiaty czy paski, a także z kapelusza z kwiecistą wstążką. Do kościoła i na większe uroczystości stosuje się czarną marynarkę, która różni się od lajbika krojem i aksamitnymi wykończeniami. Jako „zespołowy strój codzienny” określa się z kolei kombinację białej koszuli, sztruksowej kamizelki, czarnych spodni i kapelusza z żakardową wstążką.
W ramach działań rewitalizacyjnych w XXI wieku powróciły do repertuaru ubioru męskiego również niektóre elementy wyparte w przeszłości. Od 2008 datuje się ponowna popularyzacja długich czarnych płaszczy znanych pod nazwą ibercijer. Okazjonalnie od 2014 noszona jest też pelerynka zakładana na płaszcz lub stanowiąca z nim integralna całość zwana mantuł, która jako historyczna część ubioru męskiego znana jest tylko z opisów odnoszących się do przełomu XIX i XX wieku. Oprócz klasycznych kapeluszy niektórzy mężczyźni powracają do tradycji noszenia cylindrów.

### Strój śmierguśnicki

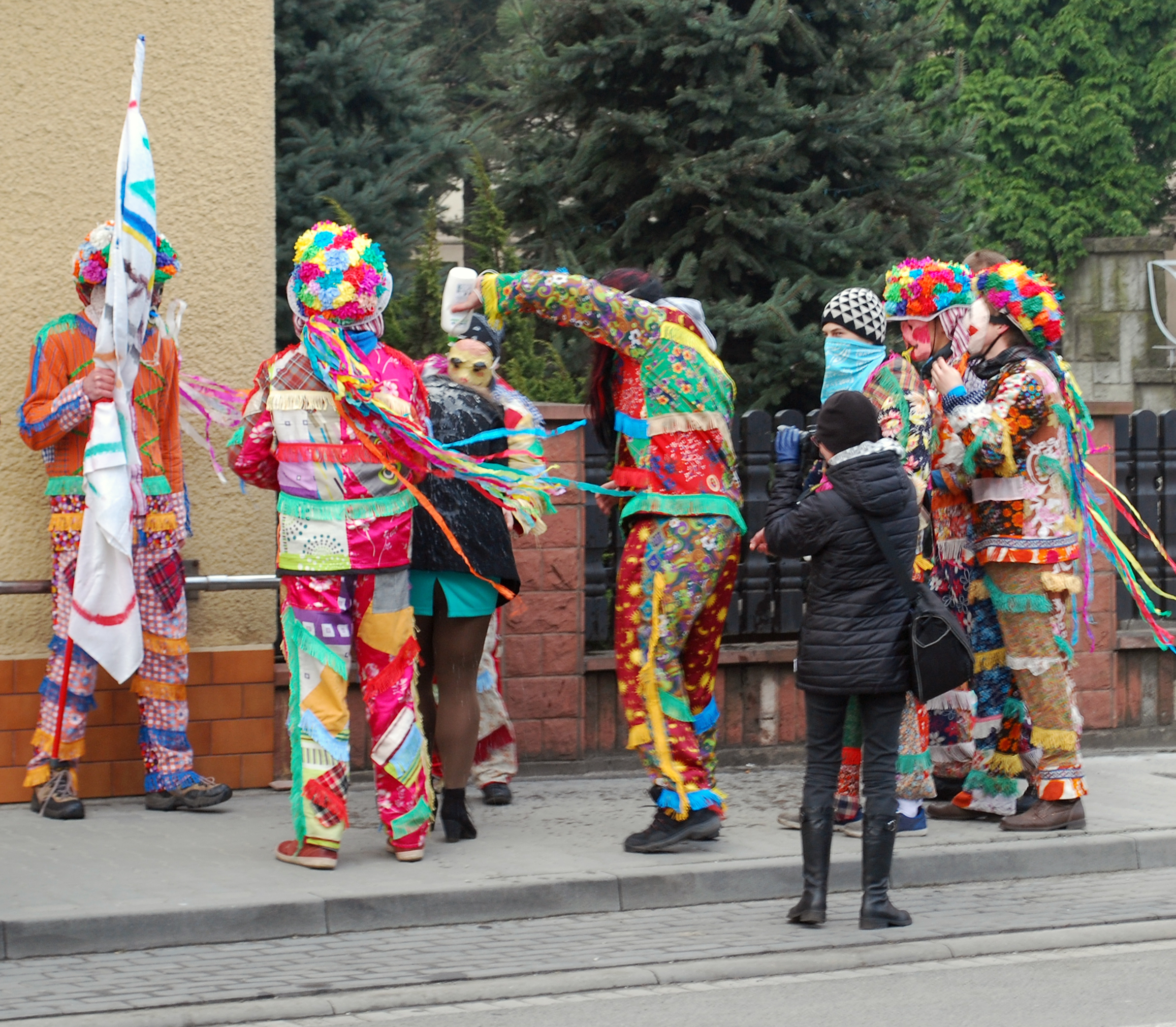
Śmierguśnicy podczas oblewania panny

Ubiór wilamowskich śmierguśników – chłopców uczestniczących w wielkanocnej tradycji odwiedzania panien i oblewania ich wodą – składa się z czterech elementów: bluzy i spodni poobszywanych różnymi kolorowymi kawałkami tkanin, tasiemkami i frędzelkami, maski z masy papierowej wytworzonej z wykorzystaniem starych gazet i pomalowanej z zewnątrz farbami, a także kapelusza śmierguśnickiego, który w swojej klasycznej postaci powstaje z bibuły i umieszczany jest na stelażu z drutów pokrywającym kapelusz o szerokim rondzie, a także posiada długi ogon z kolorowych wstążek oraz kawałek tkaniny z troczkami okrywający boki twarzy i kark. Zgodnie z tradycyjnym założeniem, współcześnie niekonsenkwentnie przestrzeganym, takie przebranie miało uniemożliwiać rozpoznanie śmierguśnika.